# Berliet
Pour les articles homonymes, voir Berliet.
Automobiles Marius Berliet, simplement appelé Berliet, est un constructeur automobile français fondé par Marius Berliet en 1899. C'est à l'origine un constructeur de voitures dont il cessera la fabrication en 1939.
Il devient alors exclusivement un constructeur de véhicules industriels. Sous la pression des pouvoirs publics, la société devient filiale de la Régie Nationale des Usines Renault en décembre 1974, fusionne en 1978 avec SAVIEM (Société anonyme de véhicules industriels et d'équipements mécaniques), filiale depuis 1955 de la RNUR, et prend le nom de « Renault Véhicules Industriels » (RVI) en 1978. Les deux marques disparaissent au profit de Renault en 1980.
RVI comprend deux divisions : autobus et camions. La branche autobus fusionne avec IVECO Bus Europe en 1999 pour donner naissance à Irisbus qui sera entièrement repris par IVECO en 2001. La branche camions est vendue au groupe AB Volvo en 2000 qui, en 2002, est renommée « Renault Trucks ».

## Historique

### Origines

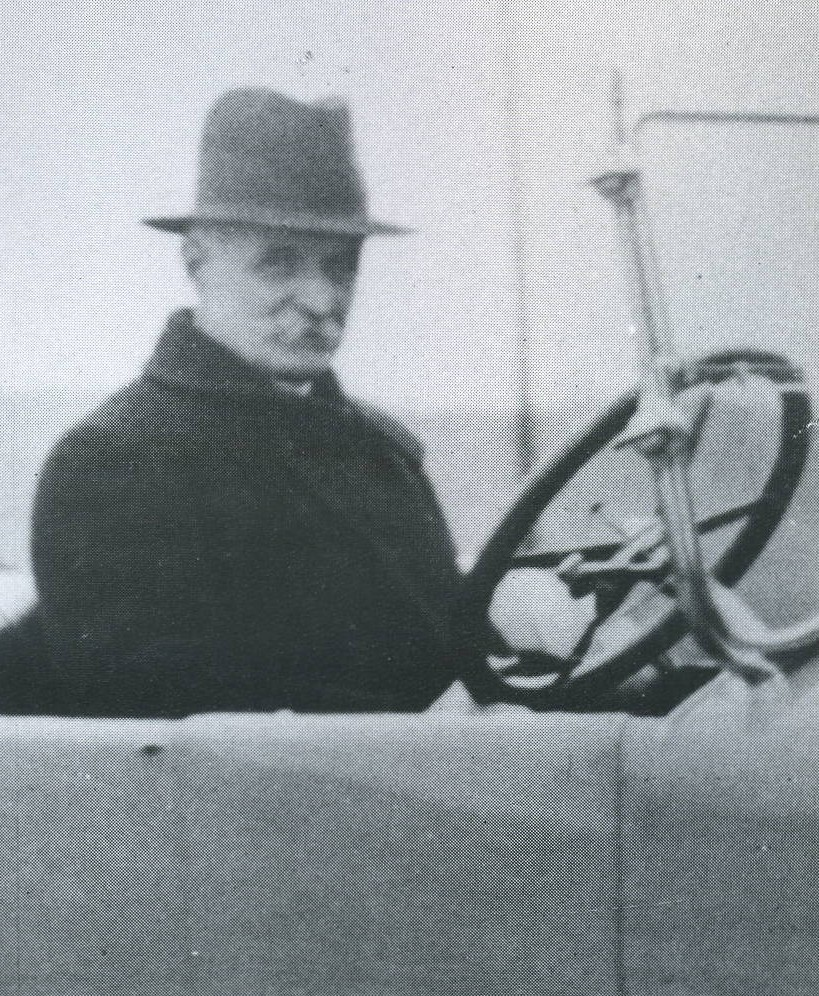
Marius Berliet, fondateur de la marque.

Marius Berliet (21 janvier 1866 - 17 mai 1949), fils aîné d'un « canut » qui a sept enfants, construit son premier moteur monocylindre en 1894 et sa première voiture en 1895 dans un appentis de la maison familiale. En 1899, il s'installe comme « constructeur automobile » 56, rue Sully sur 90 m2, puis rue Michel-Perret sur 450 m2.
En 1902, il reprend l'activité du constructeur lyonnais Audibert et Lavirotte dans le quartier de Lyon - Monplaisir : 250 personnes et 5 000 m2 couverts. Il commence la construction de modèles dotés de moteur à quatre cylindres avec radiateurs à nid d'abeille et basés sur des cadres en acier. Il lance en 1904 une gamme de trois voitures de 22 à 60.
Le 1er juillet 1905, American Locomotive Company (ALCO) qui souhaite se diversifier dans l'automobile choisit Berliet en raison de la simplicité, de la robustesse et de la puissance de ses produits,. Elle signe, pour une durée de trois ans, l'acquisition de la licence de fabrication de trois voitures Berliet (20, 40, 60 HP) moyennant le versement comptant de 500 000 francs or, de la fourniture de pièces coulées et forgées, la construction d'une usine dans l'État de Rhode Island et le paiement de royalties.

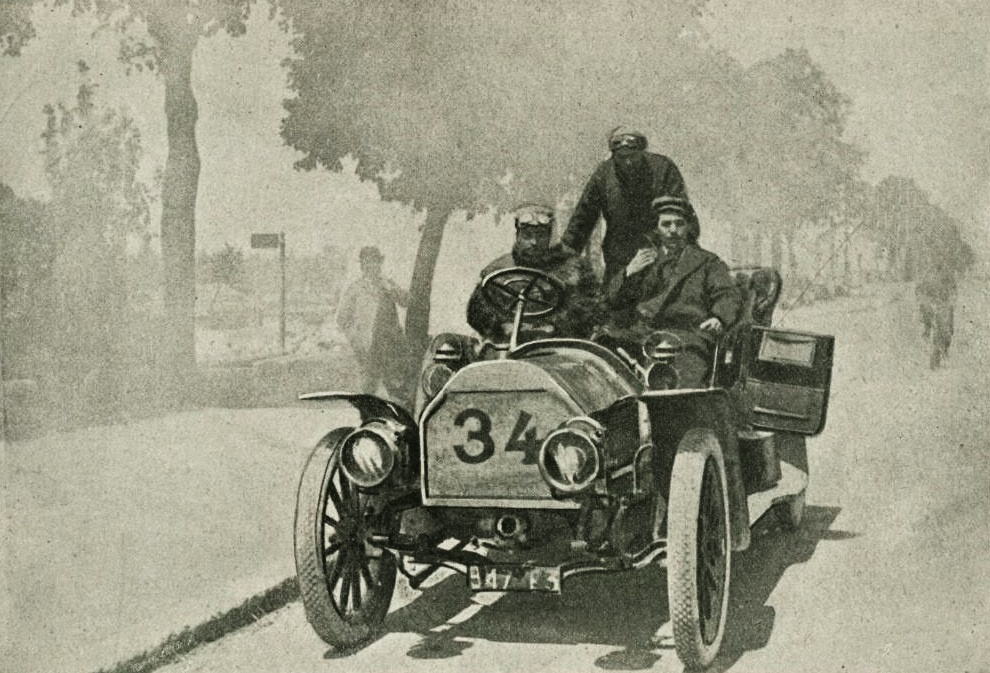
La Berliet 24 HP de 1905, victorieuse lors de plusieurs épreuves françaises de tourisme.

Cette manne financière permet à Marius Berliet d'agrandir les bâtiments de l'usine de Monplaisir, d'investir dans des équipements industriels et des installations commerciales et après-vente.
En 1907 est déposé l'emblème de la marque Berliet, une locomotive équipée d'un chasse-buffle remplaçant les initiales MB entrelacées et qui, stylisé à plusieurs reprises, subsistera jusqu'en 1980.
La participation de voitures Berliet à de nombreuses compétitions en France et à l'étranger vient de l'engagement de propriétaires privés sur des voitures de série. Marius Berliet exprime sa position à l'égard de la course : « Nous ne sommes pas des constructeurs de monstres. Nous construisons des voitures normales, harmonieuses dans leurs lignes et dans leurs organes, équilibrées dans leur puissance et leur solidité, des êtres sains en un mot. ».
Pourtant, des voitures de la marque, entre 1904 et 1912, remportent de retentissants succès parmi lesquels : La Coupe du Forez gagnée par Plattier en avril 1905, le Concours de Tourisme de l'Automobile Club de Touraine en mai 1906 (sur trois journées, avec une 40 hp), 3e place pour Paul Bablot à la Targa Florio en 1906,, 2e place du Graphic Trophy sur l'Île de Man pour Paul Bablot encore en 1906, deux premières places à des pilotes anglais au Graphic Trophy de 1907, première place au Grand Prix de La Havane en 1909, la Coupe Vanderbilt aux États-Unis remportée par Harry Grant sur une voiture Alco licence Berliet en 1909 et 1910,, Julius Beutler, premier au rallye de Monaco en janvier 1912.
En 1907, sortent deux types de voiture dotées de moteurs 4-cylindres ou 6-cylindres, d'une puissance de 12 à 60 HP que de luxueux catalogues présentent en plusieurs langues. La production de véhicules en 1907 était de 1200 véhicules . En 1908, les modèles de 14 à 22 HP sont proposés avec transmission à chaînes ou cardans, ceux de 40 à 60 HP restant à chaînes. 1 200 voitures sont fabriquées dans l'année.
En 1909, le marché des grosses voitures se réduisant, des modèles de 8 à 22 HP à cardans silencieux sont lancés.
En 1911, sort la série des AM (de) dotées d'un moteur 4-cylindres de 12 HP ou « 15 HP léger ».
En 1913, 3 500 voitures sont fabriquées.
En 1907, le premier camion, Type L, est réceptionné au service des Mines. Il est doté d'un moteur à essence de pétrole à quatre cylindres verticaux de 100 × 120 mm, d'une transmission par le système dit « trains baladeurs », de deux freins métalliques sur le différentiel et deux freins métalliques à sabots extérieurs sur les roues motrices, d'une direction à vis et de roues en bois cerclées de caoutchouc ou de fer pour la version 2,5 t et de fer pour celle de 5 t. Au régime de 800 tr/min, le moteur autorise une vitesse de 14,6 km/h en palier.
En 1909, le camion Type M, de 3,5 t de charge utile, est lancé.
Les concours militaires organisés par le ministère de la Guerre à partir de 1909 attribuent une prime à l'acheteur d'un camion qui a satisfait aux épreuves d'endurance en contrepartie de la réquisition du véhicule et du chauffeur en cas de mobilisation. Les camions Berliet — ainsi que ceux de marque De Dion-Bouton — sont les seuls à être primés chaque année. Ils sont reconnus simples, robustes et économiques.
Le modèle Berliet CBA, réceptionné au service des Mines en 1913 pour 3 t de charge utile est doté d'un cadre châssis en lame d'acier emboutie, d'un moteur à quatre cylindres coulés par paires, de 5,3 L de cylindrée (110 × 140 mm), d'une puissance de 25 HP à 1 200 tr/min, d'une boîte quatre vitesses AV et une AR, de roues en bois cerclées de caoutchouc.

### Première Guerre mondiale

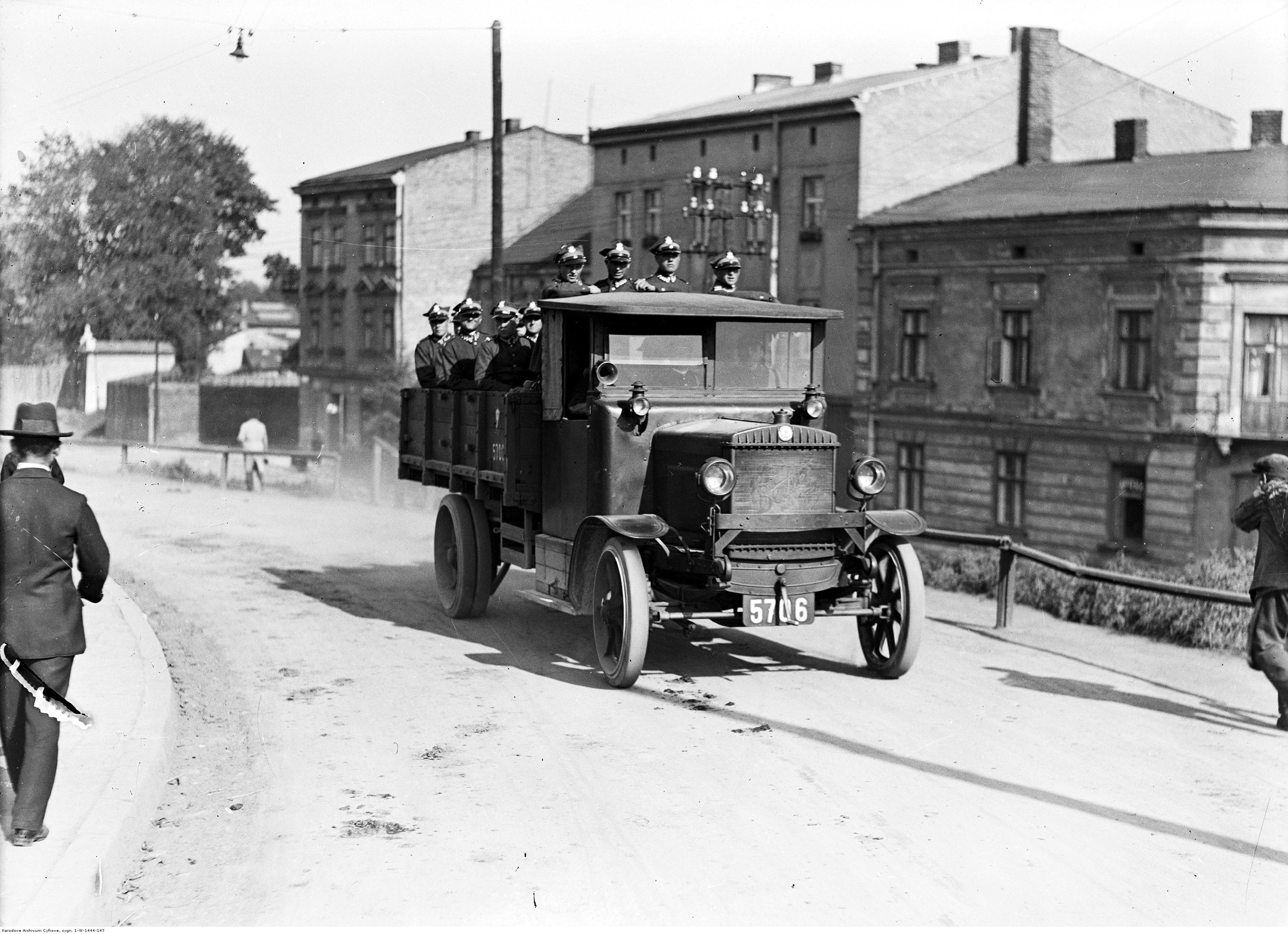
Un Berliet CBA en service dans l'armée polonaise.

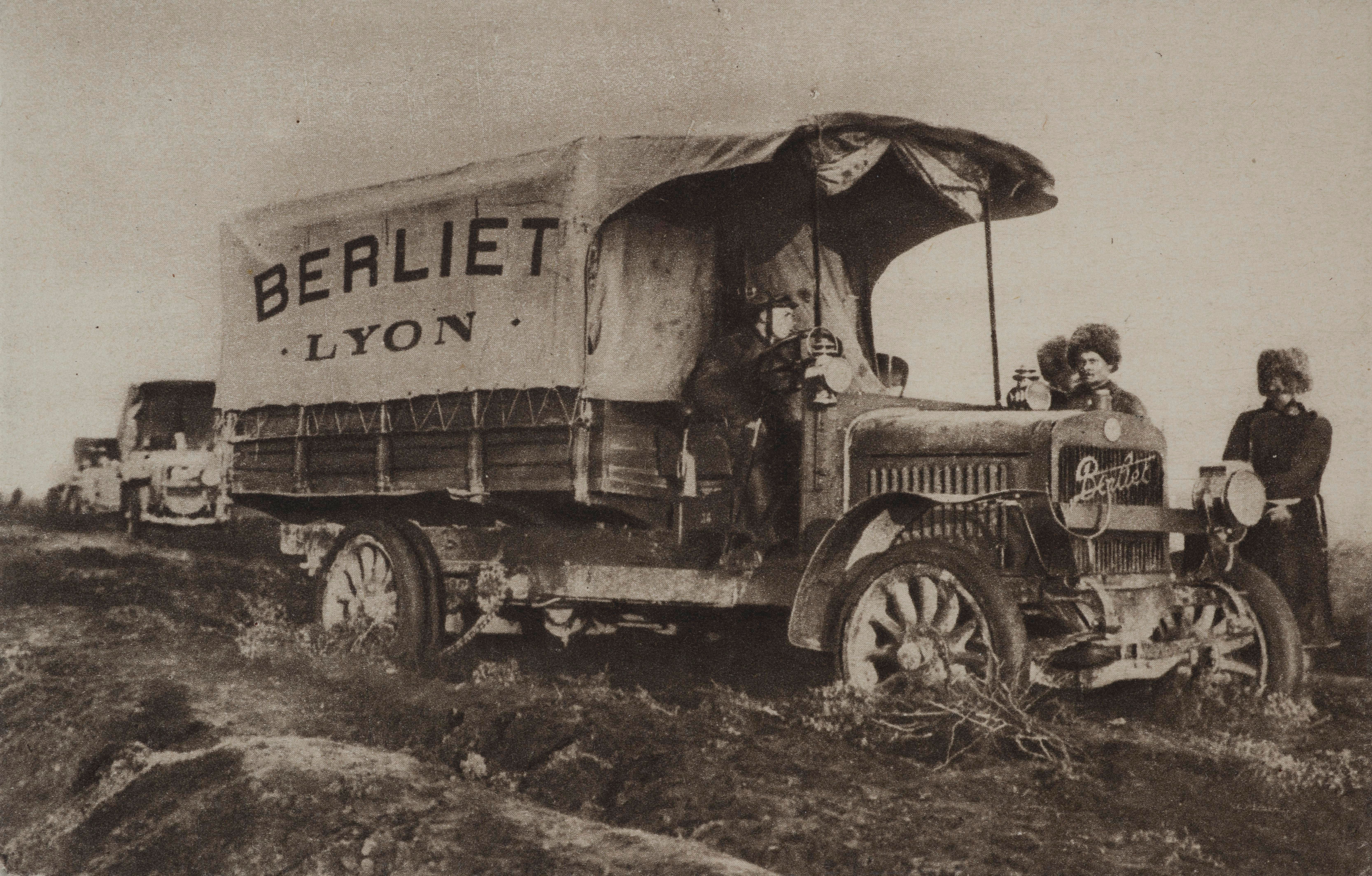
Camion Berliet en Russie

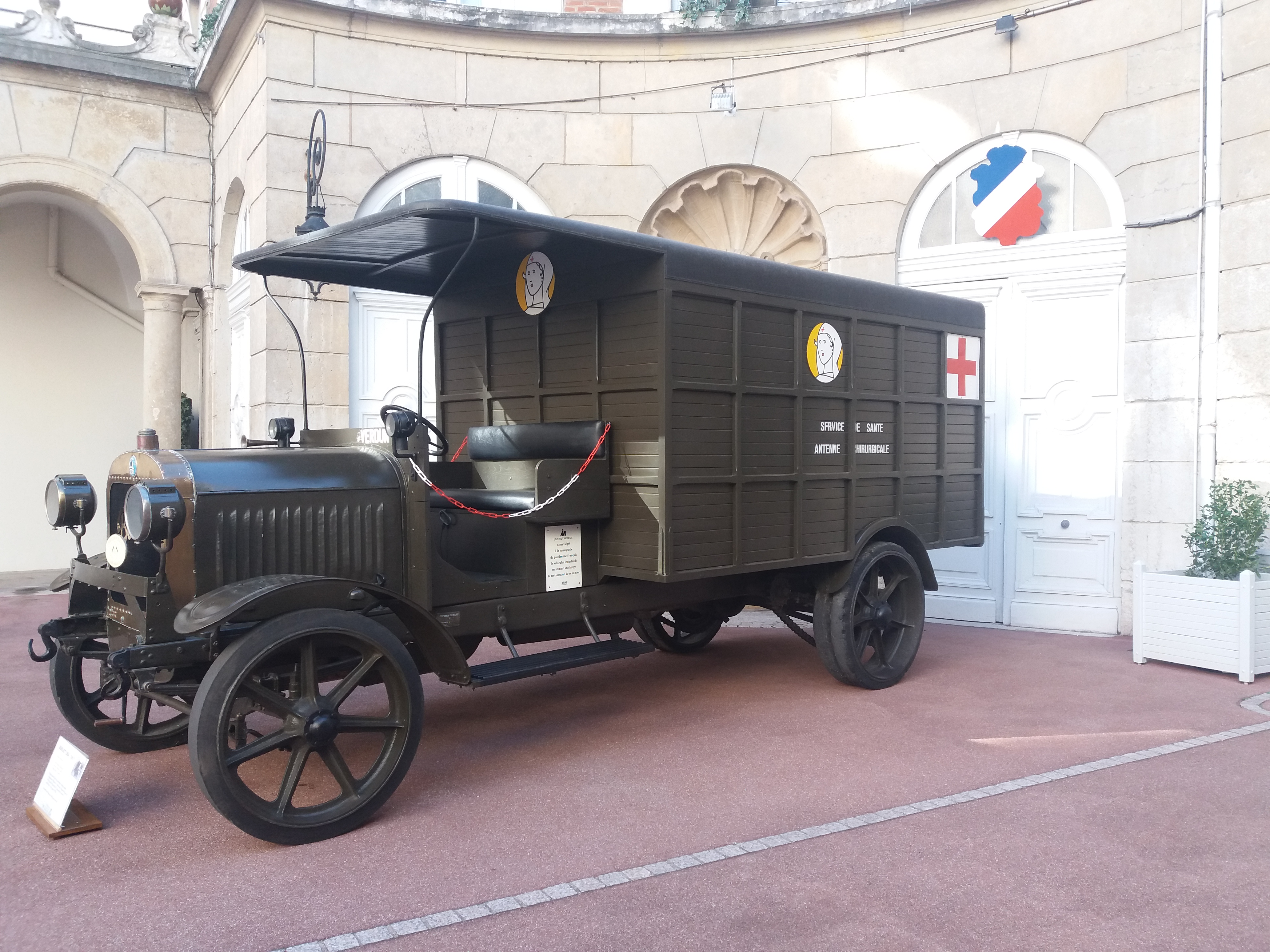
Ambulance Berliet utilisée à Verdun.

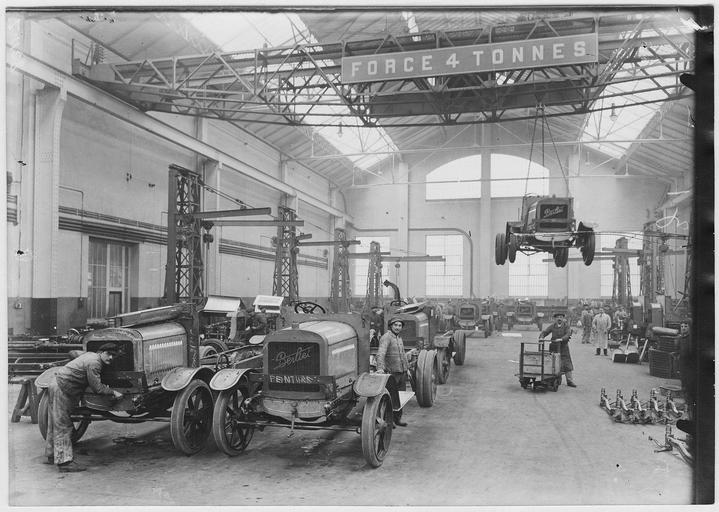
Berliet CBA Production.

Berliet reçoit exclusivement des commandes massives de camions CBA et d'obus. Pour satisfaire cette demande, il construit à Monplaisir ; Le 10/12 t avec une classification de 30 CV avait un moteur , en 1915, deux bâtiments supplémentaires qui complètent le bâtiment initial agrandi et le hall d'assemblage des véhicules industriels datant de 1907 portant ainsi la surface à 45 000 m2. La production atteint 5 000 obus par jour.
À l'automne 1916, il commence la construction de l'usine intégrée de Vénissieux  / Saint-Priest sur un tènement de près de 400 ha. Egerton Banks, ingénieur britannique de 29 ans, responsable de Westinghouse Europe, engagé en décembre 1915, est chargé, à Monplaisir et Vénissieux, de rationaliser l'organisation scientifique du travail à laquelle il a été formé aux États-Unis.
Au mois de janvier 1916, la production du camion CBA est de 142 unités ; elle passe à 424 en décembre 1916 et atteindra le millier en janvier 1918. La noria des 3 500 camions sur la Voie sacrée de Bar-le-Duc à Verdun est composée pour plus de la moitié de ce modèle. Les châssis-mécaniques CBA sont fabriqués à Monplaisir tandis que le montage de leur carrosserie bois est effectué à Vénissieux.
Au 2e semestre 1918, 1 025 chars Renault FT sortiront de l'usine de Vénissieux. Renault n'ayant pas les capacités industrielles pour répondre aux besoins urgents de l'Armée, celle-ci confie une commande à Berliet avec moteur Berliet. En outre, la tourelle pivotante à 360°, innovation conçue par Renault, développée par les Établissements Girod à Ugine, est usinée et finie chez Berliet, le seul disposant des moyens industriels appropriés.
Dès le début de la Première Guerre mondiale, Berliet crée une caisse de secours permettant de venir en aide aux familles des salariés mobilisés, le bulletin de guerre des Usines Berliet. Il fonde plusieurs œuvres sociales : la crèche en février 1917, la cité sur la commune de Saint-Priest qui comptera 250 logements en 1925,, la ferme. sur la réserve foncière de Saint-Priest. Il encourage la pratique du sport avec l'Union Sportive Berliet.
En novembre 1918, l'effectif de la structure Automobiles M. Berliet, transformée en société anonyme en 1917, est de 12 000 personnes dont 20,7 % de personnel féminin.

### Entre-deux-guerres
Période transitoire entre l'état de guerre et l'état de paix, l'année 1919 est marquée par la réinsertion des hommes démobilisés, la reprise de la fabrication des voitures et la reconstruction de la fonction commerciale.
Présentée au Salon de Paris 1919, la voiture type VB (de) 15 HP est outillée pour être fabriquée à la cadence de 100 exemplaires par jour. Sa carrière est brève en raison de deux handicaps : la qualité des aciers français utilisés est inférieure à celle des aciers américains sur lesquels l'étude était basée ; un prix de revient prévisionnel en dessous de la réalité.
À partir du 3 novembre 1919, le gouvernement français autorisant la vente des surplus de l'Armée, les livraisons et les commandes de camions se tarissent brusquement pendant trois ans. Les difficultés financières de 1920 conduisent l'industriel à solliciter l'application de la loi du 2 juillet 1919 ; le règlement transactionnel est prononcé le 21 avril 1921. Le pouvoir est désormais assuré par trois banques. M. Pariset, délégué du Crédit Lyonnais, est élu président du conseil d'administration. Administrateur délégué, Marius Berliet, chargé des bureaux d'études et des fabrications, doit renoncer à son droit de vote aux assemblées générales et ne peut rien décider sans l'autorisation du conseil d'administration.
Les économies, la recherche d'activités complémentaires de sous-traitance, les efforts sur les nouveaux produits aboutissent au remboursement total des créanciers en 1929. Marius Berliet reprend les rênes.

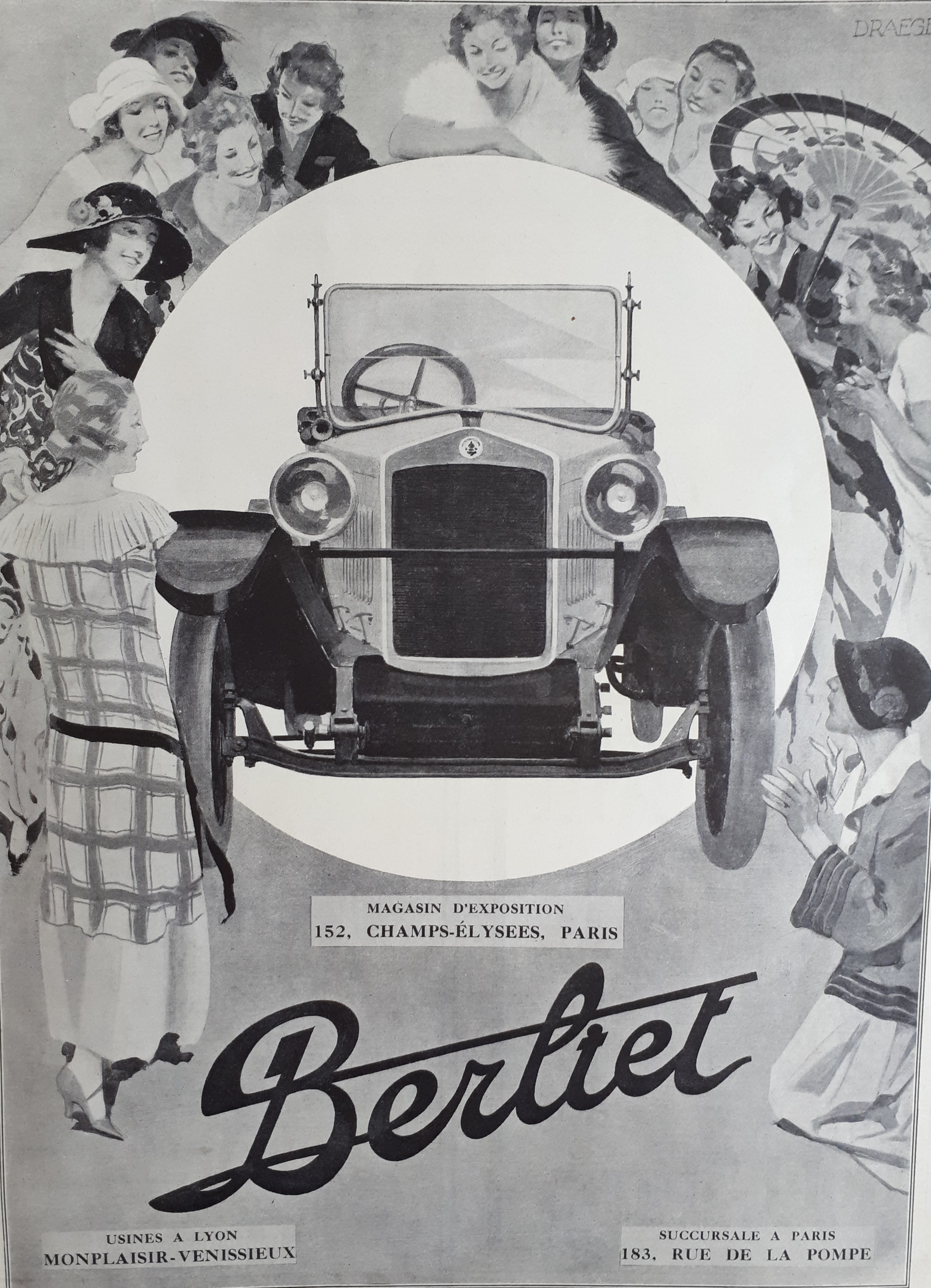
Publicité (1923).

Dans cette décennie 1920 sont lancées les voitures type VL « Étoile d'Argent » (de) , 16 ch en 1922, les VH (de) de 12 ch et VI (de) en 1923 qui retrouvent un marché porteur. À partir de 1925, la marque fabrique ses propres carrosseries.
Les modèles de la famille VIL (de) 8/9 ch dotés d'un moteur 4-cylindres de 2,6 L et 3,3 L de cylindrée, à soupapes latérales, sont produits à plus de 10 000 exemplaires.
La décennie 1930 est marquée, en 1933, par le lancement de la 944 (9 ch, 4-cylindres, 4 vitesses) qui connaîtra plusieurs perfectionnements. Le modèle « Dauphine 39 » est lancé à partir d'un châssis-mécanique Berliet VIRP doté d'une carrosserie Peugeot 402 B. C'est le dernier modèle de la voiture Berliet, qui ne sera fabriqué qu'à 200 exemplaires.
Les efforts d'Automobiles M. Berliet portèrent aussi sur le « gazobois », la construction de prototypes de véhicule tout-terrain militaire. À partir de 1923, l'entreprise travaille sur le carburant de substitution en mettant au point le gazogène à bois par combustion du bois cru. Elle conçoit aussi et fabrique une douzaine de prototypes de véhicules militaires tout-terrain. Malgré des essais performants, les commandes resteront confidentielles.
En 1926, trois modèles Berliet VPD (de) 6 × 4 effectuent avec succès la mission Alger - Gao avec 3 000 kg de fret et 22 passagers.
L'année 1926 voit aussi la naissance de la génération des camions GD. Le premier, le type GDH (de) reçoit une transmission par arbre, joints de cardan et pont AR, un moteur essence dérivé de celui du CBA et des pneumatiques à l'AV et à l'AR. Dès 1931, il est proposé avec un moteur Diesel. Le modèle GDR, conçu en 1934, est fabriqué pendant 17 ans à 25 000 exemplaires, en version Diesel (45 %), « gazobois » (31 %), essence (24 %) donnant lieu à 28 procès-verbaux de réception aux Mines concernant douze véhicules Diesel, huit « gazobois », sept essence et un au gaz de ville.
En 1930, convaincu que le moteur Diesel est l'avenir du transport routier, Berliet achète la licence de la chambre de combustion ACRO (American Crude Oil), l'abandonne en 1935 au profit de la licence du dispositif Ricardo. Compte tenu de l'économie du Diesel, la concurrence du transport routier inquiète le transport par fer. L'État réagit en 1934 par les décrets Dautry dits « de coordination rail-route ». Les mesures de restriction du transport routier (contingentement des licences de transport, réduction des dimensions des véhicules, interdiction de création de lignes d'autocars en parallèle avec une voie ferrée, etc.) aboutissent à une chute sensible de la production française. En 1936, les constructeurs nationaux sortent 25 000 poids lourds contre 28 159 en 1933, l'Allemagne 76 000 contre 13 222, la Grande-Bretagne 104 000 contre 64 377.
Le mouvement de grèves du Front populaire de 1936 débute dans l'entreprise le 18 mars, est suivi d'un lock-out le 31 mars et d'une reprise progressive sous surveillance policière. Il se termine vers le 18 avril.

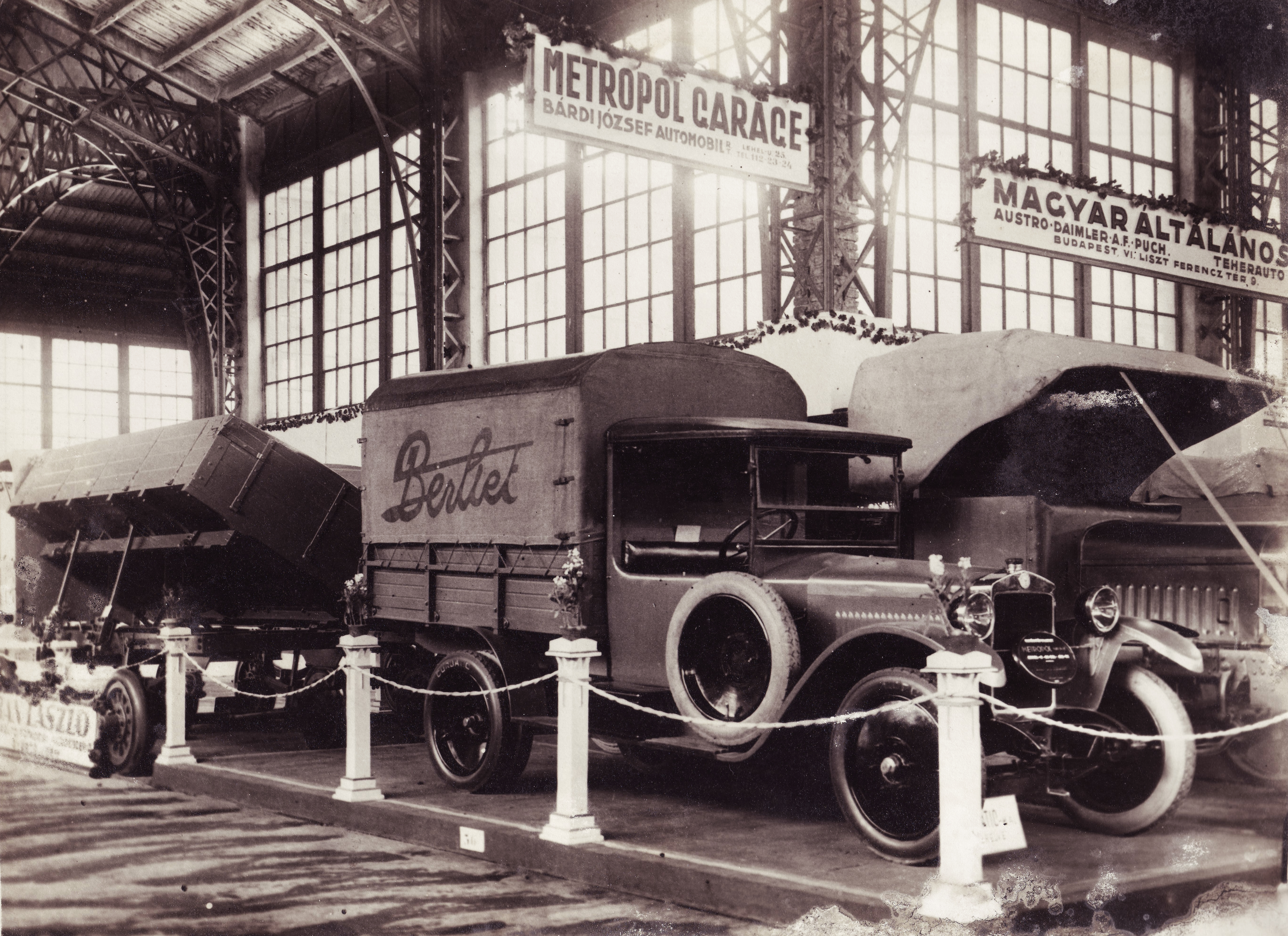
Camion Berliet présenté lors de la première exposition automobile hongroise, 1925.
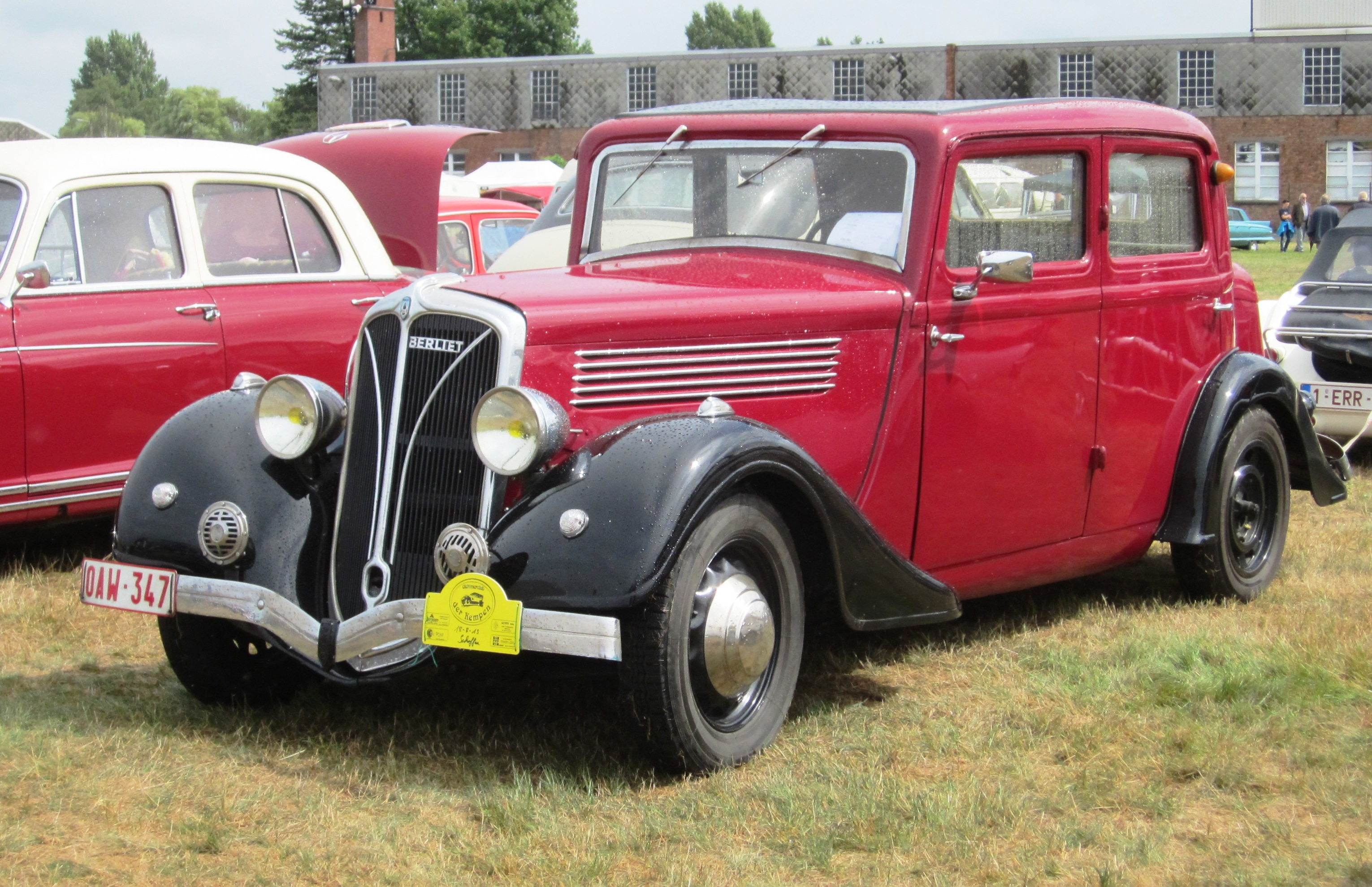
Berliet Dauphine 11CV 1937.
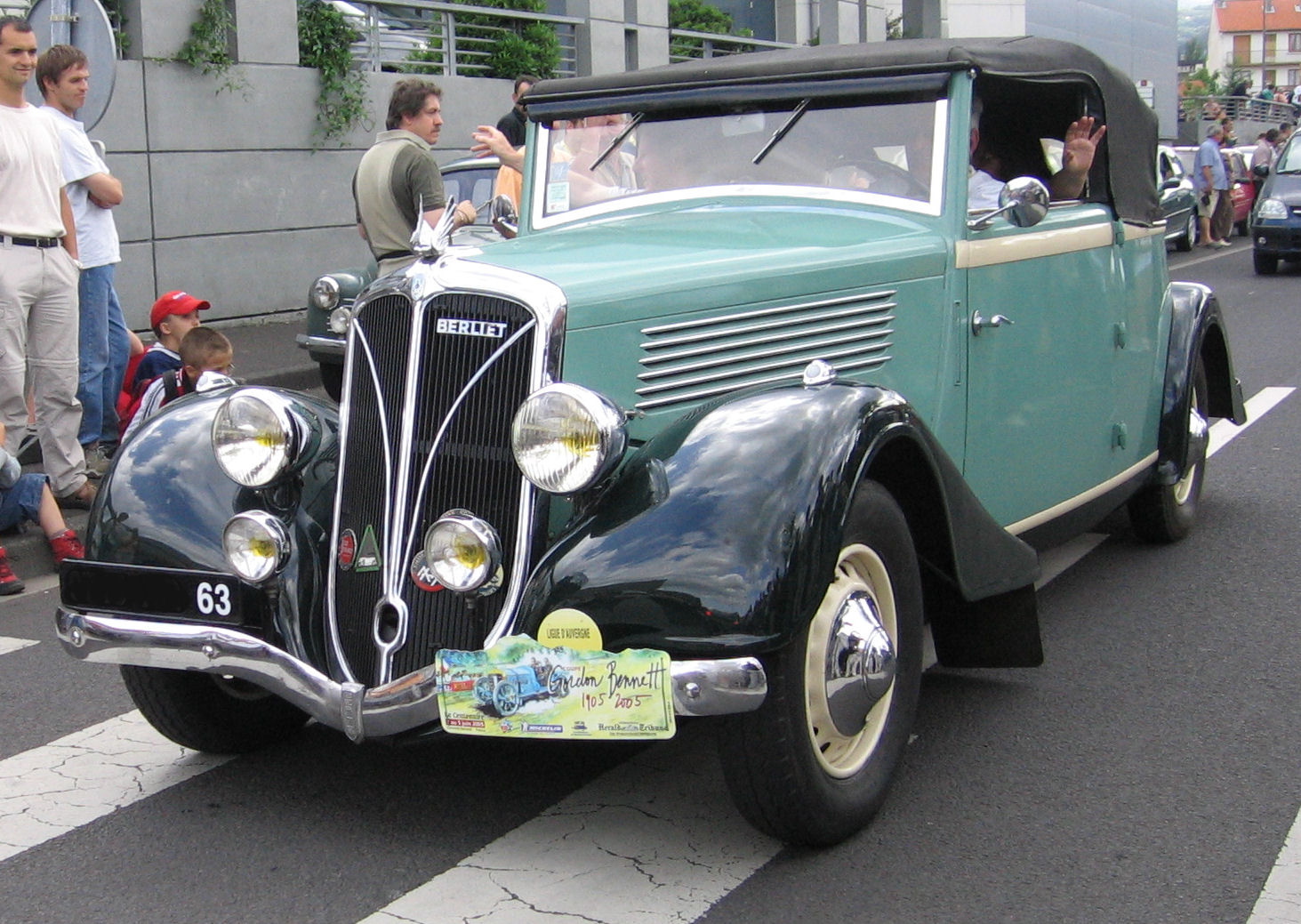
Berliet Dauphine cabriolet.
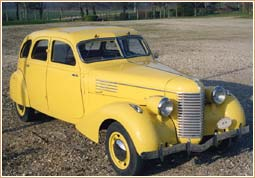
Berliet Dauphine de 1939.
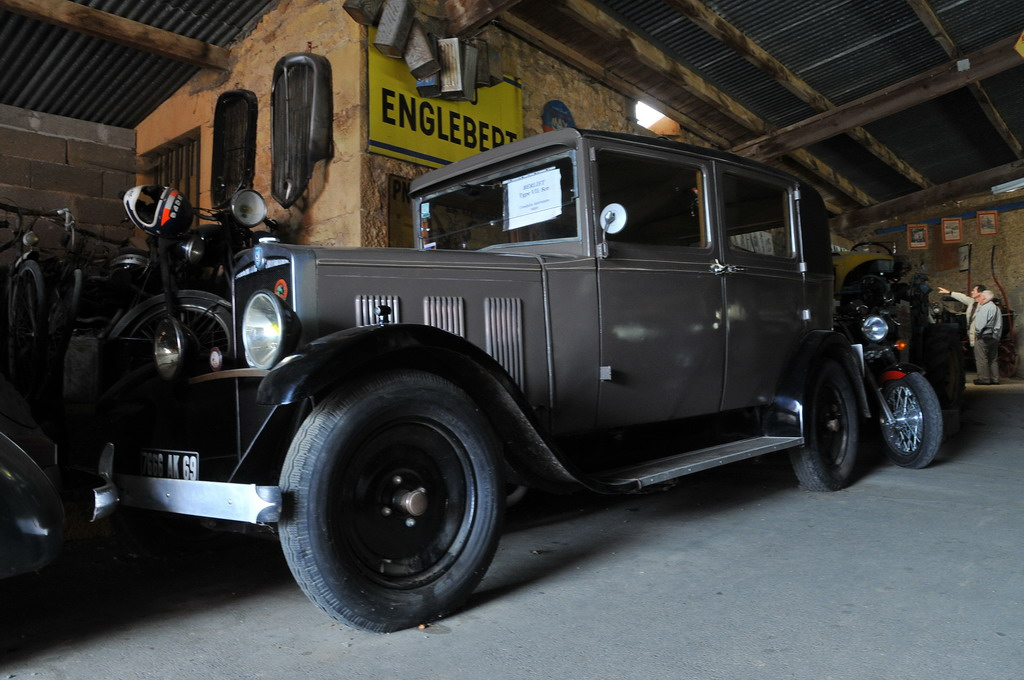
Berliet VIL de 1930 (9CV), Produit de 1929 à 1933, Moteur 4 cylindres 1482 cm³

### Décennie 1940

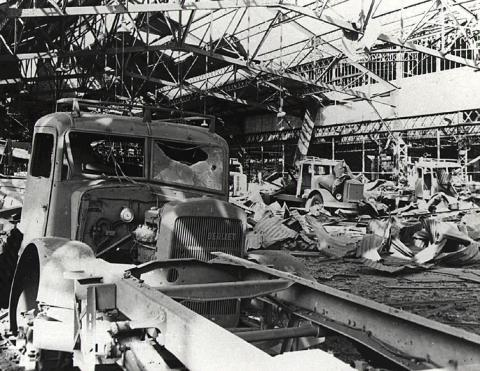
Berliet GDR détruit à l'usine Berliet de Venissieux après un raid aérien allié pendant la Seconde Guerre mondiale (1944).

La France déclare la guerre à l'Allemagne le 3 septembre 1939. Au prétexte qu'« aucune mesure n'a été prise pour la mise en route des fabrications de guerre », les usines Berliet sont réquisitionnées le 30 septembre sur ordre de Raoul Dautry, ministre de l'Armement. Il place à leur tête l'ingénieur général Carré et le polytechnicien Maurice Roy, ingénieur en chef des Mines. Ils obtiennent, en décembre, les crédits pour les commandes de tours nécessaires à la fabrication d'obus — refusés à Marius Berliet en septembre —. Le premier lot de 1 200 obus est livré le 4 juin 1939. Maurice Roy quitte l'usine le 18 juin sans donner aucune consigne au personnel. Marius Berliet peut revenir à Vénissieux.
Dans le souci de préserver l'emploi — 6 800 personnes —, l'usine fabrique des « gazobois » mis au point entre les deux guerres et qui équipent les véhicules de la zone sud. Tout en étant en zone libre jusqu'en 1942, Automobiles M. Berliet subit les décisions prises par l'armée d'occupation en raison de l'installation, depuis les années 1910, d'une succursale-atelier située à Courbevoie en zone occupée.
L'organisme militaire allemand G.B.K. qui dirige et contrôle l'industrie et le commerce de l'automobile en Allemagne et dans les territoires occupés accorde « les bons matières » à condition que les véhicules ou pièces soient livrés à l'occupant pour un tonnage ou valeur équivalente. La production annuelle diminue entre 1940 et 1944 : 6 416 en 1940, 3 098 en 1941, 2 378 en 1942, 1 528 en 1943 et 996 en 1944. Dans la nuit du 1er au 2 mai 1944, l'usine subit un bombardement des forces alliées qui anéantit la Cité Berliet évacuée quelques jours plus tôt. Les dommages industriels sont relativement modestes à l'exception de la Fonderie.
Du 1er octobre 1940 au 31 juillet 1944, les 17 constructeurs français ont livré 116 917 véhicules aux autorités allemandes dont pour Renault 32 877, Citroën 32 248, Peugeot 22 658, Ford 10 620 et Berliet 2 389.
Le 3 septembre 1944, Marius Berliet est arrêté sans mandat judiciaire. Les FTP réquisitionnent les usines Berliet. Le Commissaire de la République à Lyon Yves Farge, s'appuyant sur la loi du 10 septembre 1940, place l'entreprise sous séquestre le 5 septembre et fait arrêter les quatre fils — Jean, Henri, Maurice et Paul — le 13 septembre 1944.
Après deux années d'emprisonnement, Marius, Paul et Jean sont jugés en juin 1946 — Maurice et Henri n'étant passibles que de la chambre civique. Le 8 juin 1946, le prévenu Marius Berliet « dit coupable d'avoir sciemment accompli un ou plusieurs actes de nature à nuire à la défense nationale » est condamné à deux ans de prison, à l'indignité nationale, à la confiscation de ses biens et à une interdiction de séjour dans l'agglomération parisienne, les départements du Rhône et limitrophes. En raison de son état de santé, sa peine est commuée en assignation à résidence surveillée, sous surveillance médicale judiciaire à Cannes. Malgré l'exil, le vieillard, diminué par la maladie, reste pugnace. Entre 1946 et 1949, il rédige des centaines de lettres, tracts et brochures La Vérité sur l'affaire Berliet, Expérience soviétique chez Berliet, qu'il envoie à des personnalités de l'administration, de la politique, du monde économique. Il meurt le 17 mai 1949.
Le commissaire de la République à Lyon nomme un de ses proches, Marcel Mosnier, militant actif au Parti communiste, administrateur séquestre d'Automobiles M. Berliet. Ce dernier, en s'entourant de deux personnes, forme un Comité de gestion approuvé par le préfet du Rhône.
Le comité de gestion crée des organismes qui constituent un quadrillage syndical jusqu'au niveau des sections d'ateliers, le comité central d'entreprise, le comité social, les comités de bâtiments, les assemblées périodiques de compte-rendu. « L'union » est le mot d'ordre constamment répété de cette nouvelle organisation, expérience de « l'usine sans patron », la plus grande opération de gestion ouvrière de l'après-guerre.
Après quelques mois de motivation ouvrière, dès 1945, le groupe qui entraîne l'expérience et où les communistes sont en majorité se détache progressivement de la masse indifférente.
La production de deux modèles d'avant guerre, les types VDC (de) et GDR, mais « gazobois », puis en 1946 du modèle GDM (de) et les études des années précédentes reprennent, l'effectif étant de 3 200 personnes. En 1945/1946 débutent les avant-projets d'études du camion 5 tonnes GLR.
Après le procès de juin 1946, Marcel Mosnier est confirmé dans ses fonctions en qualité d'administrateur provisoire par le communiste Marcel Paul, ministre de la Production industrielle.
Dans le contexte dégradé de l'année 1947, marquée par la baisse de la productivité, la crise de la qualité, l'exaspération croissante des cadres face au processus du noyautage communiste, une grève des cadres et techniciens éclate en novembre et décembre 1947. Un nouvel administrateur provisoire, Henri Ansay, SFIO, ancien chef de cabinet de Vincent Auriol, est nommé en remplacement de Marcel Mosnier le 10 décembre 1947. Henri Ansay, ne souhaitant pas s'éloigner de Paris, désigne un directeur général, Antoine de Tavernost basé à Lyon. Ils s'emploieront à réformer la direction de l'entreprise en supprimant ou mettant en sommeil les structures établies en 1944 et à tenter de restaurer progressivement la discipline. En 1948, la production s'élève à 4 079 véhicules.
À la demande de Pierre Lefaucheux, président de la Régie Nationale des Usines Renault (RNUR), Henry Ansay va reprendre, sans succès, les pourparlers de rapprochement entre Berliet et la RNUR, pourparlers qui avaient échoué trois ans auparavant.
Les revendications salariales donnent lieu à des grèves fréquentes, notamment en janvier 1949. La situation financière est tendue à la fois par les besoins de financement liés au lancement du GLR et à la baisse du carnet de commandes, donc des acomptes.
Par arrêt du 22 juillet 1949, le Conseil d'État, saisi par la famille Berliet, annule l'arrêté du 1er août 1946 qui avait nommé Marcel Mosnier administrateur provisoire. Ipso facto, la nomination d'Henri Ansay devient caduque. Le 28 juillet 1949, celui-ci est maintenu dans ses fonctions par le gouvernement.
Il s'ensuit un bras de fer entre le Conseil d'État et le gouvernement qui se termine par l'arrêt du Conseil d'État du 28 décembre 1949 qui casse l'arrêté nommant Henri Ansay administrateur provisoire. Automobiles M. Berliet est restituée à ses propriétaires. Entre janvier 1947 et novembre 1949, le sort juridique de l'entreprise a fait l'objet d'une vingtaine de projets de nationalisation déposés au Parlement.

### Trente glorieuses
Émile Parfait, ingénieur des Arts & Métiers, recruté en 1935, remplit les fonctions de directeur de l’Établissement de Courbevoie, puis de délégué de la direction générale à Paris. Président directeur général de 1949 à 1962, il meurt en 1966.
À partir de 1950, Paul Berliet est chargé de missions d'études à l'international et de la création du département Voirie-Incendie à Courbevoie. Il succède à Émile Parfait en 1962 en qualité de Président directeur général, mandat qu'il remplit jusqu'en 1975. Dans les années 1950, un apaisement social est obtenu par un directeur du personnel à Vénissieux, M. Nomura, originaire de France d'Outre-Mer, qui fait recruter un nombre important de jeunes revenants du service militaire dans la Marine nationale, comme lui, la plupart mécaniciens compétents. Ils sont dirigés vers lui dès leur retour à la terre ferme, par le président de la 5e section de la Fammac à Lyon, Octave Gerbet, plus connu sous son nom d'artiste à Marseille avec Fernandel, dans les années 1930, Jo Darlays.
Entre 1950 et 1974, l'entreprise connaît une forte expansion. Elle répond aux besoins de la reconstruction et du développement des infrastructures en France. Elle élargit sa gamme de produits, mise sur l'innovation, conquiert des marchés à l'international. Ses effectifs passent de 6 800 en 1951 à 24 000 en 1974 et la cadence quotidienne de fabrication de 17 à 140 véhicules.
La marque Berliet devient synonyme de qualité. Au cinéma, en 1964, le titre du film d'Henri Verneuil Cent Mille Dollars au soleil fait référence à un camion neuf, volé par Belmondo. On y voit notamment :
- un GBC8 6×6 Gazelle (conduit par Lino Ventura, alias Marec, dit « le plouc ») ;
- un TLM10 M2 flambant neuf, enjeu du film (conduit par Jean-Paul Belmondo, alias Rocco) ;
- un TBO15 (conduit par Bernard Blier, alias « Mitch Mitch »).

### Mai 68
Les sites de production de camions et d'automobiles Berliet, qui emploient 11 000 salariés répartis sur deux usines, constituent le principal bastion industriel lyonnais en Mai 68 et ont servi de locomotive au mouvement ouvrier dans la région lyonnaise, en étant parmi les premières entreprises occupées, avec Rhodiacéta Richard-Continental, Brandt, Paris-Rhône et Rhône-Poulenc, et pour une durée de plus d'un mois, du 17 mai au 19 juin,.
Dès mars 1967, des conflits sociaux importants ont lieu dans deux usines Berliet de la région, celle de la rue Feuillat, dans le quartier Monplaisir, Lyon 3e, et la plus grande, celle de Vénissieux, qui occupe plusieurs hectares de terrains et d’ateliers, avec débrayages et des manifestations des techniciens, dessinateurs et agents de maitrises. Les salariés exigent, sans succès, des hausses de salaires conformes à leur qualification. Ils sont près de cinq cents ouvriers, techniciens et employés à occuper l'usine le 17 mars 1967, mais se heurtent aux CRS quand la direction décide le lock-out de l’usine, au moment de la grève générale de mai du mouvement de 1967 contre les ordonnances sur la sécurité sociale.
La grève dite du « bonus » mobilise ensuite trois mille ouvriers payés à la tâche dès le mois de janvier 1968, prend de l'ampleur en mars 1968 et se maintient jusqu'en mai 1968, pour obtenir satisfaction le 16 mai, surlendemain de l'occupation de l'usine Sud Aviation, à Bouguenais, en Loire-Atlantique. Le 17 mai, les ouvriers de Vénissieux occupent l’usine Berliet, sans attendre l'appel des syndicats, pour la première fois depuis le Front populaire de 1936, selon Vincent Porhel, maître de conférences en histoire contemporaine à l'université Claude-Bernard-Lyon-I. Les jeunes ouvriers se retrouvent au milieu de plus anciens qui avaient participé à la Libération en 1944-1945, puis connu Berliet lors de la « gestion ouvrière » de l'entreprise, de 1944 à 1947.
Les directeurs des usines du groupe automobile ont quitté les lieux de crainte d'être eux aussi séquestrés. Le Parti communiste réunit son comité de section dans le bureau de Paul Berliet. Le secrétaire du comité d'établissement est Gaston Nadalini, qui avait aidé à rétablir l’outil de production lors de la « gestion ouvrière » de la Libération après l’emprisonnement de la famille actionnaire et fondatrice, puis subi sa répression en novembre 1957 lors de la grande grève pour obtenir des hausses de salaires, à l'issue de laquelle la direction de Berliet a mis à pied 27 militants parmi ceux qui avaient participé en 1957 à l'action contre la mise à pied de 26 militants syndicaux avec Louis Alloisio,.
À Vénissieux, en Mai 68, l’occupation de la plus grande usine du groupe a débuté le 17 mai pour terminer le 19 juin. Berliet représentait à lui seul près de 15 % des effectifs de l’industrie lyonnaise. Les ouvriers vont déboulonner les lettres de la marque au-dessus de la porte E, avec le même anagramme qu'en 1944 pour écrire le mot « Liberté » et occuper les bureaux de Paul Berliet, PDG depuis 1962. L'usine avait déjà connu un mouvement de grève à partir du 15 mars avec sa fermeture pendant douze jours.
Albert Rivat, responsable CGT, promet que les huit mille machines-outils seront préservées. Des tours de garde permettent d’éviter toute intrusion et d'éloigner un commando de gauchistes, armé et casqué. Des délégations vont visiter les employés de Carrefour, ouvert en 1966, qui débrayeront à leur tour. Près de 2 000 personnes participent à l'occupation la journée, avec des roulements calqués sur les 3×8 et les repas cuisinés sur place, et 700 le soir, quand seuls les hommes sont mobilisés, dormant sur des lits de camp. Tous les jours, des équipes font le tour des ateliers de l'usine pour vérifier si les machines sont toujours correctement entretenues. Les assemblées générales réunissent plus d'un millier de personnes. Des commissions de discussion évoquent la vie de tous les jours et « les enjeux de société », tandis que sont organisées des conférences sur les Canuts de Lyon et l'histoire du mouvement ouvrier local ou des animations conviviales pour assurer un lien avec la ville et le quartier qui environne l'usine.
Le 27 mai, à la fin des négociations de Grenelle, quand les syndicats consultent les salariés, l'usine Berliet de Vénissieux fait partie de celle où on constate en assemblée générale un refus des ouvriers qui jugent insuffisant le résultat négocié. Le 29 mai, une manifestation unitaire entre syndicats ouvriers et étudiants réunit 80 000 personnes pour 300 000 grévistes dans l’agglomération lyonnaise. La grève s'étend dans l’Est lyonnais à la Tase (Textile artificiel du sud-est) de Vaulx-en-Velin ou à la raffinerie de Feyzin et ses 1 200 employés. À Vénissieux, les occupations d’usines touchent la SNAV et la Sigma. Le 19 juin, la CFDT signe avec la direction un accord sur d’importantes avancées en matière de salaires et de droits syndicaux.
Finalement, les salariés des usines Berliet reprennent le travail le 19 juin « avec un sentiment de victoire ouvrière » : ils arrivent à l’usine, en chantant L'Internationale et ont obtenu des avancées sociales au délà des Accords de Grenelle. Peu après, des cadres menés par un responsable du personnel installent une banderole « usine libérée » à la porte de l’entreprise, en réponse à l’anagramme « liberté » accroché par les grévistes au même endroit. Les ouvriers protestent et l'usine est de nouveau occupée.

### Années 1970 - 1974, la fin de la marque
La décennie 1970 débute assez mal pour le constructeur lyonnais. La gamme est en pleine mutation et les problèmes de fiabilité récurrents rendent l'activité un peu chaotique. Les déboires du TR 300 en sont la principale cause mais pas seulement.
L'année 1973 marque une nette amélioration des ventes atteignant 24 321 véhicules, en hausse de 25 % sur 1972. Cette embellie est essentiellement due à des facteurs extérieurs comme l'entrée en vigueur au 1er janvier 1973, en France, de la nouvelle règlementation sur les charges admises, en accord avec les normes européennes. Les tracteurs dits « maxi code » en France peuvent atteindre 38 t sur cinq essieux sous le régime TIR. La France reste butée sur une charge de 13 t à l'essieu tandis que les autres pays européens ont tous adopté les 10 t et 40 - 44 tonnes sur cinq essieux. Les transporteurs français qui avaient retardé le renouvellement de leurs tracteurs vont donc pouvoir investir dans les modèles nouvellement homologués. Mais malheureusement pour le constructeur lyonnais, le gouvernement bloque les prix de vente ce qui ne fera pas les affaires de Berliet déjà très endetté. Les discussions engagées avec le suédois Volvo pour un rapprochement sont brutalement interrompues. Michelin qui s'apprêtait à vendre Citroën au groupe italien Fiat veut aussi lui refiler Berliet. Pour sortir de l'étau français, Berliet cherche à s'ouvrir à l'export mais les concurrents sont bien implantés et la mise aux normes 10 tonnes n'est pas simple. Les modèles Berliet ne connaissent aucun succès à l'exportation ailleurs qu'en Algérie et pour quelques contrats particuliers en Arabie Saoudite ou en Chine.
La gamme K est issue du Stradair lancé en 1965. Le Stradair a été un véhicule certes novateur mais irréfléchi du point de vue des transporteurs. Comment justifier d'une surface au sol aussi importante pour une charge utile aussi faible alors que la taxe sur la surface au sol incite à supprimer les cabines à capot pour favoriser les cabines avancées. Les problèmes de mise au point dans un premier temps et de fiabilité ensuite ont clairement bloqué le modèle dont les ventes n'ont jamais décollé. La production du GAK, son prédécesseur, s'est donc poursuivie jusqu'en 1971, année où le premier modèle de la gamme K est lancé. Il faudra attendre 1972 pour voir d'autres versions de cette nouvelle gamme. Seule la version 770 KB 6 connaîtra un certain succès avec 1 633 exemplaires produits. Cette version était réservée pour les utilisations pompiers, un marché resté réservé en France jusqu'à la fin du XXe siècle.
La gamme GCK 160, présentée aux Mines en août 1969, est depuis l'origine sous-motorisée. Le constructeur va la doter, enfin, d'un moteur capable de trainer le camion selon les critères du trafic mais seuls 340 exemplaires seront produits en trois ans, les transporteurs s'étant orientés vers la concurrence étrangère qui proposait de très bons produits puissants et bien motorisés, moins chers et plus fiables. Sa production s'est arrêtée en mai 1974.
L'année 1974 va être l'année marquante pour le constructeur lyonnais. La production va atteindre 25 182 véhicules, en hausse de 8,6 % sur 1973, avec 17 319 camions porteurs, 5 389 tracteurs et 1 490 autobus. Les exportations vers l'Algérie connaissent une forte hausse avec un gros contrat avec la Sonacome mais c'est en Pologne que Berliet réalise une percée remarquée avec la signature en août 1972 d'un contrat de licence pour la carrosserie de l'autobus Renault PR 100 dont les vingt premiers exemplaires ont été livrés à la Pologne en 1973 ; ils devaient être dotés de moteurs Leyland construits localement sous licence. Durant l'année 1974, plusieurs dizaines d'exemplaires ont été exportés en CKD y compris le moteur Berliet V 800 en Pologne.
L'année 1974 marque également la disparition de quasiment tous les modèles à cabine fixe avancée « Relaxe » mais la fameuse cabine Berliet à capot est modernisée, présentée au Salon, elle est baptisée « M4 ». Pour la première fois de son histoire, Berliet présente un châssis dédié aux véhicules de lutte contre les incendies, le 770 KB 6 doté d'un moteur Diesel à la hauteur des besoins, le 6-cylindres MID 620.30.
1974 sera aussi, malheureusement, l'année du cataclysme avec les conséquences du premier choc pétrolier. Michelin, propriétaire de Berliet et de Citroën doit affronter le veto du gouvernement de laisser Fiat racheter ces constructeurs, ne peut éviter la faillite du constructeur automobile qui sera cédé à Peugeot l'année suivante tandis que Berliet sera repris par SAVIEM, filiale de Renault qui fusionnera l'ensemble dans R.V.I. en 1978.
Progressivement au fil du temps, la marque Berliet va disparaître totalement des véhicules en 1980, remplacée par Renault.

## Gamme de camions

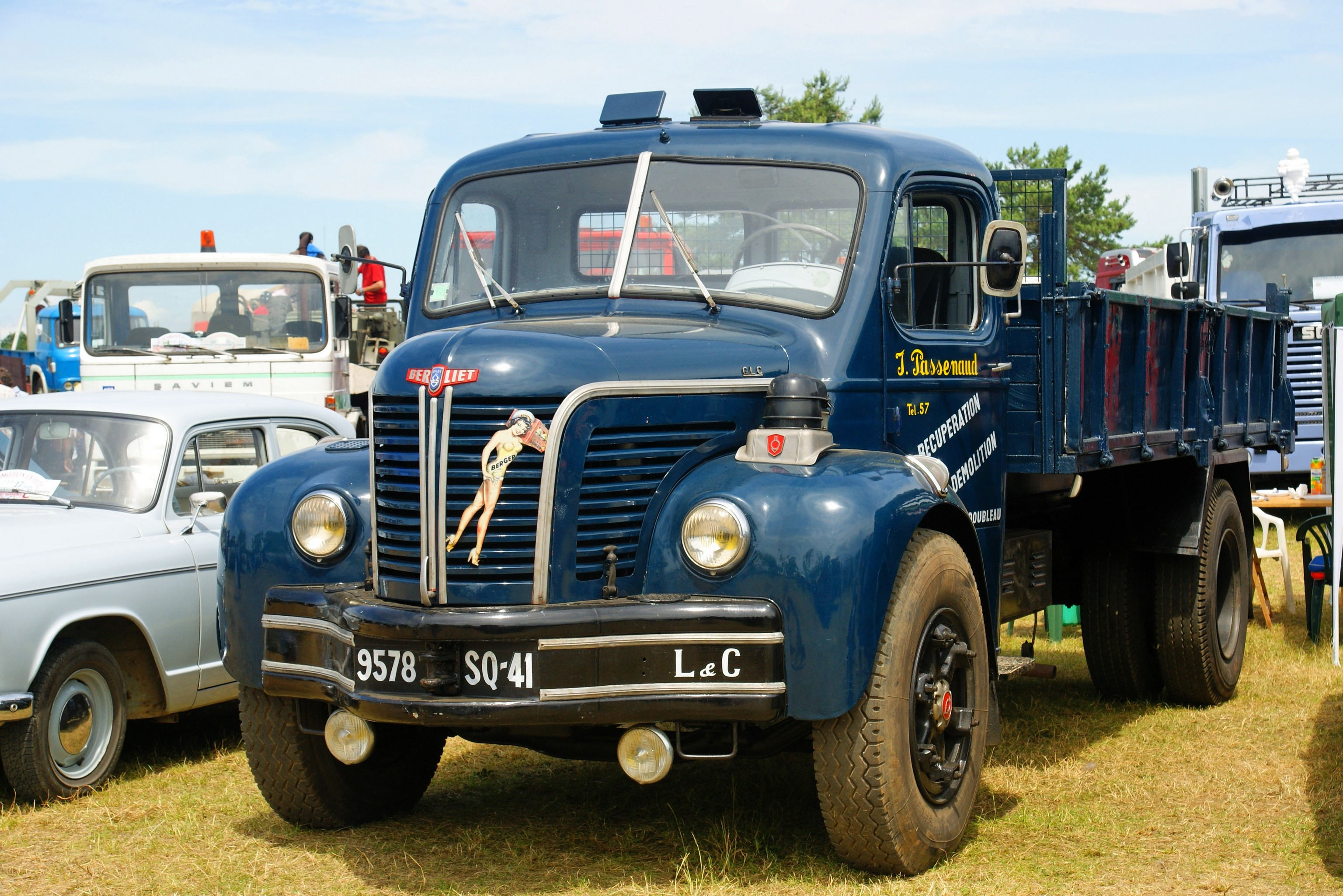
Berliet GLR, cabine M « museau rond ».

En 1928, le programme de véhicules utilitaires de Berliet comprenait des transports allant des camionnettes aux camions lourds des types suivants :
- Type VIB [88]; Le modèle de 0,5 t avec une classification de 7 CV avait un moteur à quatre cylindres de 1159 cm³ avec un alésage de 62 mm et une course de 92 mm.
- Type VIGB; Le 0,5 t avec une classification de 9/10 CV avait un moteur à quatre cylindres de 1487 cm³ avec un alésage de 65 mm et une course de 112 mm.
- Type VIK; Le 1t avec une classification CV de 9/10 avait un moteur à quatre cylindres de 1487 cm³ avec un alésage de 65 mm et une course de 112 mm.
- Type VHAB; Le 1 t avec une classification de 12 CV avait un moteur à quatre cylindres de 2614 cm³ avec un alésage de 80 mm et une course de 130 mm.
- Type VHF; Le 1,2 t avec une classification de 12 CV avait un moteur à quatre cylindres de 2614 cm³ avec un alésage de 80 mm et une course de 130 mm.
- Type VHB; Le 1,5 t avec une classification de 12 CV avait un moteur à quatre cylindres de 2614 cm³ avec un alésage de 80 mm et une course de 130 mm.
- Type VMB; Le 1,8 t avec une classification de 16 CV avait un moteur à quatre cylindres de 3309 cm³ avec un alésage de 90 mm et une course de 130 mm.
- Type VHS; Le 1,8 t avec une classification de 12 CV avait un moteur à quatre cylindres de 2614 cm³ avec un alésage de 80 mm et une course de 130 mm.
- Type VMS; Le 2 t avec une classification de 16 CV avait un moteur à quatre cylindres de 3309 cm³ avec un alésage de 90 mm et une course de 130 mm.
- Type VMP; Le 2,5 t avec une classification de 16 CV avait un moteur à quatre cylindres de 3309 cm³ avec un alésage de 90 mm et une course de 130 mm.
- Type VMRB; Le 2,5 t avec une classification de 16 CV avait un moteur à quatre cylindres de 3309 cm³ avec un alésage de 90 mm et une course de 130 mm.
- Type VKB; Le 2,2 t avec une classification de 18 CV avait un moteur à quatre cylindres de 3969 cm³ avec un alésage de 95 mm et une course de 140 mm. Le camion de livraison atteignait la incroyable vitesse de 70 km/h pour l'époque.
- Type CBO; Le 3 t avec une classification de 15 CV avait un moteur à quatre cylindres de 5322 cm³ avec un alésage de 110 mm et une course de 140 mm.
- Type CBAB; Le 4 t avec une classification de 15 CV avait un moteur à quatre cylindres de 5322 cm³ avec un alésage de 110 mm et une course de 140 mm.
- Type CBAC; Le 5 t avec une classification de 15 CV avait un moteur à quatre cylindres de 5322 cm³ avec un alésage de 110 mm et une course de 140 mm.
- Type GDH; Le 5 t avec une classification de 15 CV avait un moteur à quatre cylindres de 5322 cm³ avec un alésage de 110 mm et une course de 140 mm.
- Type GDHM; Le 5 t avec une classification de 15 CV avait un moteur à quatre cylindres de 5322 cm³ avec un alésage de 110 mm et une course de 140 mm.
- Type GDHV; Le 5 t avec une classification de 15 CV avait un moteur à quatre cylindres de 5322 cm³ avec un alésage de 110 mm et une course de 140 mm.
- Type GVH; Le 6,5 t avec une classification de 20 CV avait un moteur à quatre cylindres de 5322 cm³ avec un alésage de 110 mm et une course de 140 mm.
- Type GCM; Le 7,5 t avec une classification de 24 CV avait un moteur à quatre cylindres de 5322 cm³ avec un alésage de 110 mm et une course de 140 mm.
- Type GCE; Le 7,5 t avec une classification de 24 CV avait un moteur à quatre cylindres de 5322 cm³ avec un alésage de 110 mm et une course de 140 mm.
- Type GPC; Le 10 t avec une classification de 20 CV avait un moteur à quatre cylindres de 5322 cm³ avec un alésage de 110 mm et une course de 140 mm. Il s'agit d'un véhicule à six roues.
- Type GPF [89]; Le 10/12 t avec une classification de 30 CV avait un moteur à six cylindres de 7983 cm³ avec un alésage de 110 mm et une course de 140 mm. Il s'agit d'un véhicule à six roues.
- Type VPD; Le 2 t Alec une classification de 16 CV avait un moteur à quatre cylindres de 3309 cm³ avec un alésage de 90 mm et une course de 130 mm. Il s'agit d'un véhicule à six roues.

En 1929, les types suivants étaient disponibles en Angleterre dans la Filiale locale :
- Type VMB [90]; Le 2 t avec une classification de 16 CV avait un moteur à quatre cylindres de 3309 cm³ avec un alésage de 90 mm et une course de 130 mm.
- Type VMS; Le 2 t avec une classification de 16 CV avait un moteur à quatre cylindres de 3309 cm³ avec un alésage de 90 mm et une course de 130 mm.
- Type VKR; Le 3 t avec une classification de 15 CV avait un moteur à quatre cylindres de 3969 cm³ avec un alésage de 95 mm et une course de 140 mm.
- Type CBAC; Le 5 t avec une classification de 15 CV avait un moteur à quatre cylindres de 5322 cm³ avec un alésage de 110 mm et une course de 140 mm.
- Type CBACP; 10/12 t
- Type GDHM; Le 4-5 t avec une classification de 20 CV avait un moteur à quatre cylindres de 5322 cm³ avec un alésage de 110 mm et une course de 140 mm.
- Type GPF; Le 10/12 t avec une classification de 30 CV avait un moteur à six cylindres de 7983 cm³ avec un alésage de 110 mm et une course de 140 mm. Il s'agit d'un véhicule à six roues.

L'utilisation de composants communs à plusieurs types de véhicules caractérise la gamme GLC, GLR, GLM. C'est la conception modulaire. Présenté au Salon de l'automobile de Paris 1949, le GLR est doté d'une cabine métallique, d'un moteur 5-cylindres de 7,9 L de cylindrée (120 × 140 mm). Réceptionné à l'origine à 13,5 t de poids total en charge (PTC), équipé de plateau, citerne, benne, ou fourgon, il termine sa carrière 37 ans plus tard à 19 t de PTC. Élu « Camion du siècle » en 1994, il a été fabriqué à plus de 100 000 unités.

Berliet GLC 6r avec la cabine premier modèle.

En 1951, le modèle GLC 6 est lancé avec un moteur de 4-cylindres de 6,3 L de cylindrée. Il est utilisé sur les courtes distances tandis que, pour les transports lourds sur longues distances, le GLM 10, 19 t de PTC autorisé avec le MDZ 6-cylindres de 10 L de cylindrée de 150 puis 180 ch, sort en 1953.
À partir de 1961, une version GLM 6 × 4 tout chemin enrichit la famille GLM.
En 1950, le camion léger GLA à cabine avancée de 7,75 tonnes de PTC, motorisation essence ou Diesel, est réceptionné au service des Mines.
Au-delà de la clientèle des artisans et commerçants, ce modèle a été utilisé également par les services municipaux en France (véhicules de lutte contre l'incendie, de voirie et sanitaires). En dix ans, près de 12 000 exemplaires seront fabriqués.
En 1951, le modèle GLB 5 est doté d'un moteur Diesel 4-cylindres de 75 ch, puis 80 ch, d'une boîte de vitesses à quatre rapports.
Au Salon de l'automobile de Paris 1953, le stand Berliet permet de découvrir un prototype sur nouveau châssis type GLB.5.4X4 construit avec les ateliers Herwaythorn doté du moteur MDY 12 essence, aménagé en camion-citerne feux de forêts (CCF). Ce camion est équipé d'une citerne de 3 500 L, d'un dévidoir et d'une motopompe portative de 30 m3/h. Il est conçu pour embarquer trois hommes en cabine et cinq hommes debout, de part et d'autre de l'équipement ; il sera vendu à la Ville de Vannes (Morbihan) en 1954.
En 1954, trois autres prototypes Berliet-Herwaythorn sur GLB 4X4 seront produits pour des essais dont un cabine torpédo qui fera des essais dans les Landes pour les pompiers, le troisième sera équipé en camion-citerne feux de forêts et sera vendu et immatriculé à la ville de Lorient (Morbihan) en septembre 1955.
En novembre 1956, le département du Morbihan se fait livrer trois nouveaux modèles de GLB.19.B. 4 × 4 en camion-citerne feux de forêts normalisé pour les centres de secours d'Auray, Locminé et Gourin.
Celui de Gourin est le tout premier châssis tout-terrain français doté d'un équipement d'incendie feux de forêts normalisé. Il porte à ce titre gravé sur le châssis le no GLB.19.B 4X4 B.B.1. Dans un souci d'une meilleure protection de l'équipage placé sur la banquette arrière à l'air libre, il recevra plus tard, fin 1965, une double cabine ; il semble que là encore le Morbihan ait été le premier département à faire modifier un GLB 4 × 4 pour l'équiper en double cabine. Seules trois cabines de ce type seront construites par la société Berliet pour les véhicules de Gourin, Lorient et Montpellier.
Cet engin « exceptionnel » est le tout premier camion-citerne feux de forêts lourd 4 × 4 à adhérence totale sur châssis GLB19.B numéro de série B.B.1 construit en série par la société française Berliet en 1956. Il a subi les tests de certificat de conformité et de réception pour l'ensemble de la série de ces types de véhicules (barré rouge) et de la normalisation de véhicules d'incendie feux de forêts français. Réformé au début de l'année 1984, il fut racheté et utilisé par un chantier ostréicole. En 1993, il est découvert abandonné dans un landier dans un triste état. Le vieux CCF est alors rapatrié puis remisé dans les ateliers de la ville de Gourin. En décembre 2016, le conseil municipal de la ville de Gourin le cède gratuitement à l'Association départementale de Sauvegarde des Véhicules anciens roulants (ADSVAR - sapeurs-pompiers du Morbihan) qui recherche en 2018 la somme de 54 000 euros pour le refaire à neuf.

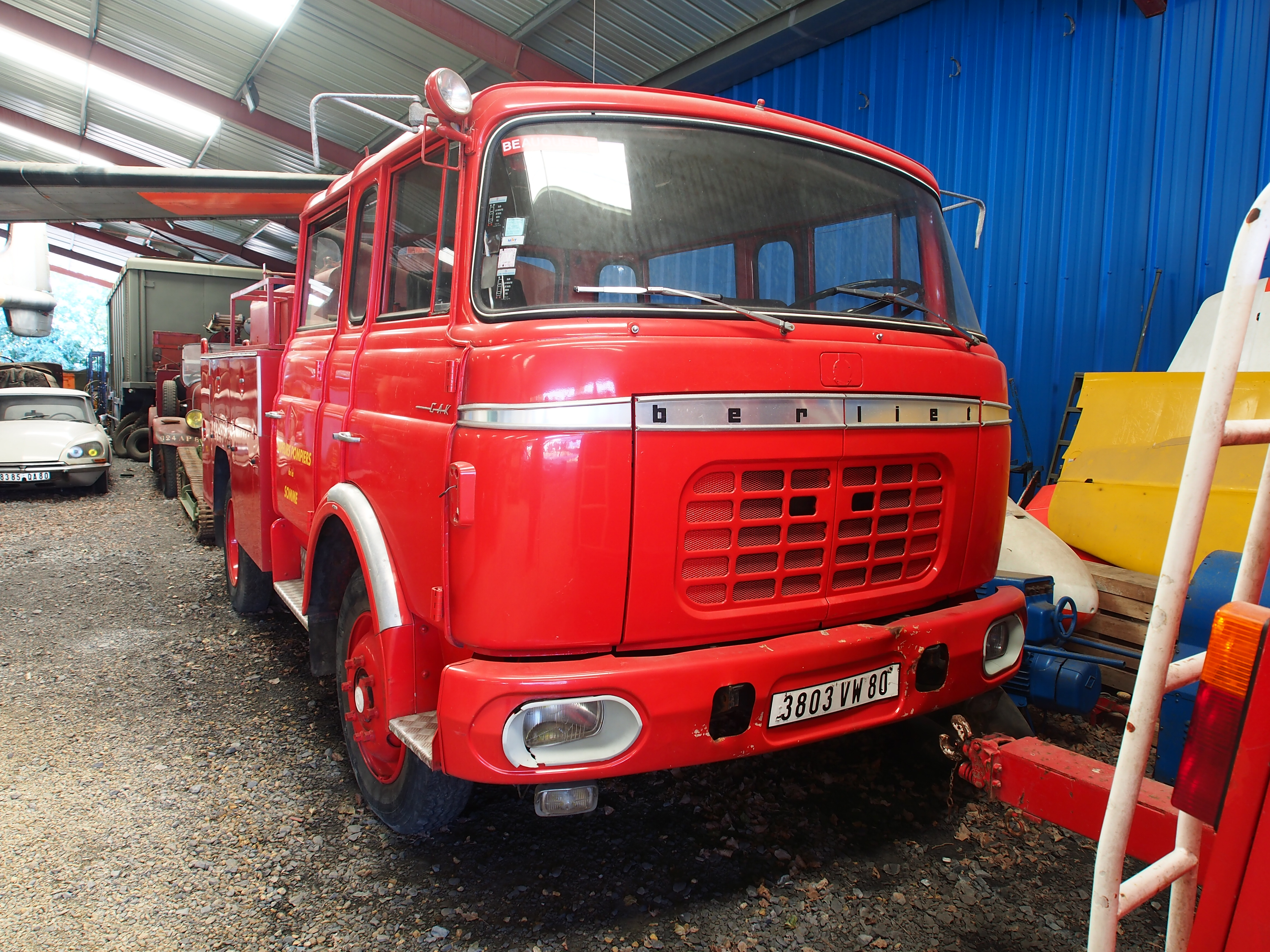
Berliet GAK, camion incendie.

Leur succéderont en 1958 les GAK 5 et 19 dotés de la nouvelle cabine Relaxe à laquelle le designer franco-américain Raymond Loewy a mis la touche finale. Elle est exposée au Salon de l'automobile de Paris 1958 en même temps que le moteur Magic à injection directe MAN.
Pour accompagner la recherche pétrolière au Sahara, Berliet conçoit et construit en neuf mois en 1957 le T100, « le plus gros camion du monde » (pour l'époque) ; trois autres exemplaires suivront.

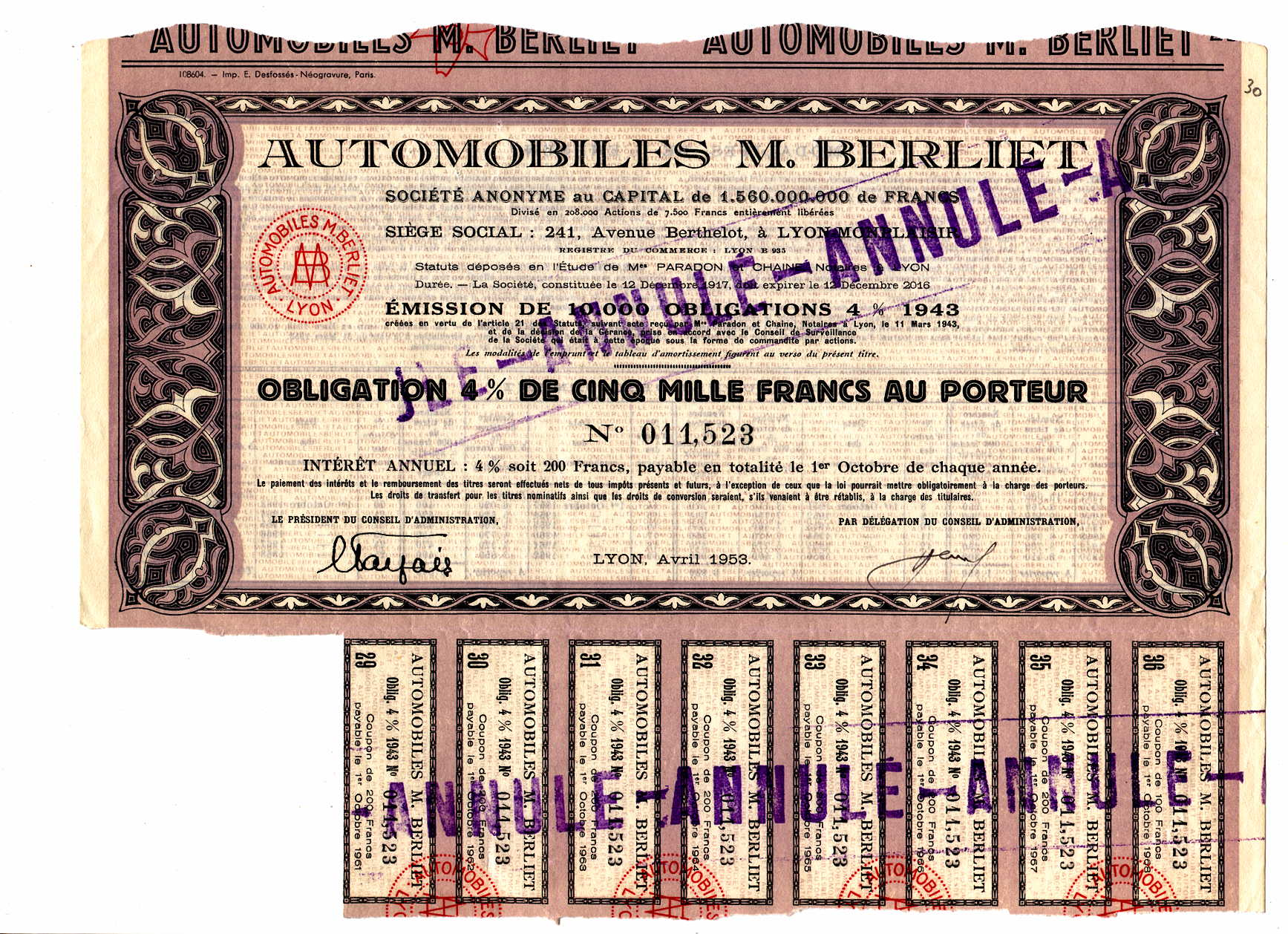
Titre Berliet de 1953.

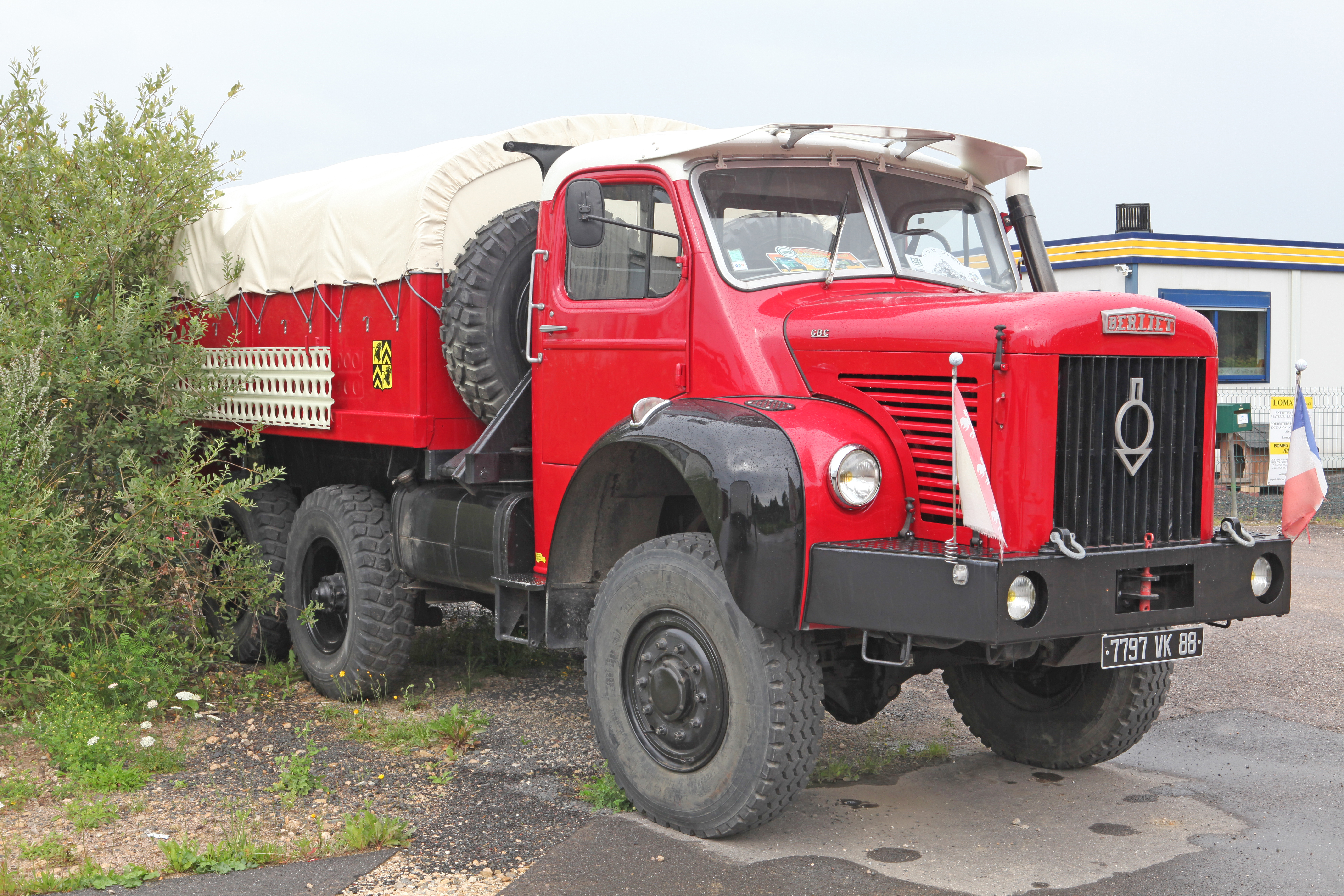
Berliet GBC8 6x6 Gazelle.

La mission Berliet-Ténéré du 8 novembre 1959 au 18 janvier 1960, entre l'Algérie et le Tchad, consacre les capacités de franchissement du modèle GBC8 de 1957 surnommé « Gazelle ». En version civile et militaire, 32 000 exemplaires seront fabriqués. La gamme saharienne propose les porteurs GBO 15 6 × 4 et tracteurs TBO 15 6 × 4 avec un moteur Diesel de 200 à 320 ch, deux boîtes de vitesses disponibles à 2 × 5 rapports ou 20 vitesses.
Le camion tracteur d'artillerie GBU 15 pour canon de 155 mm et transport de servants et munitions, qui sort en 1960, sera livré à plus de 500 unités à l'Armée française.
Entre 1962 et 1974, Berliet s'engage sur le marché des engins de chantier ou utilisés dans les mines à ciel ouvert. Le premier dumper T25 — 25 t de charge utile — sort en 1962. Il est doté d'un moteur Diesel turbo 6-cylindres de 14,78 L de cylindrée, d'une puissance de 320 ch, d'une boîte de vitesses de 2 × 5 rapports, de frein à disques. La gamme s'étoffe de trois autres types : T30, T45 et T60. Après avoir fabriqué quelque 600 dumpers vendus en France, en Afrique et en Asie, Berliet en cesse la fabrication en 1974.
En 1963, Berliet conçoit avec le concours de l'Institut Batelle de Genève un engin de chantier expérimental 4 × 4, type scraper, hybride d'une pelle mécanique hydraulique et d'un camion benne d'enrochement, et le construit. Son PTC est de 84 t pour une charge utile (CU) de 40 t et est capable de gravir des pentes de 45°. Le groupe Diesel génératrice Cummins V8, d'une puissance de 436 ch, est placé transversalement à l'avant des roues dans un souci de bonne accessibilité. Il alimente le moteur électrique logé dans la jante de chacune des quatre roues, ce qui constitue une solution innovante permettant une meilleure adhérence par entraînement simultané de toutes les roues.
En 1962, le Centre d’Études et de Recherches est inauguré à Saint-Priest no 1, matérialisant les déclarations du Président « La matière grise deviendra la plus indiscutable de nos richesses. » Le nombre de prises de brevets augmente à partir de 1965 concernant les suspensions, automatismes, l'injection, etc. De 542 ingénieurs et techniciens en 1965, l'effectif atteint près d'un millier en 1975.
Le modèle Stradair doté d'un moteur de 120 ch sort en 1965. Il offre une suspension pneumatique Airlam, six coussins d'air et quatre ressorts qui confèrent stabilité et confort, illustrés par les sauts du cascadeur Gil Delamare.
En 1967, le camion GBH succède au GLM 6 × 4. Ce camion de chantier terminera sa carrière en 1987 sous l'appellation « Renault CBH ». 31 000 exemplaires sont produits en 20 ans.
L'intégration des fabrications de camions Citroën, à la suite de l'entrée de Berliet dans le groupe Michelin — via Automobiles Citroën — conduit la firme lyonnaise à repenser la gamme légère désormais vendue par le réseau des deux marques, les 480 et 380 K sortent respectivement en 1969 et 1972.

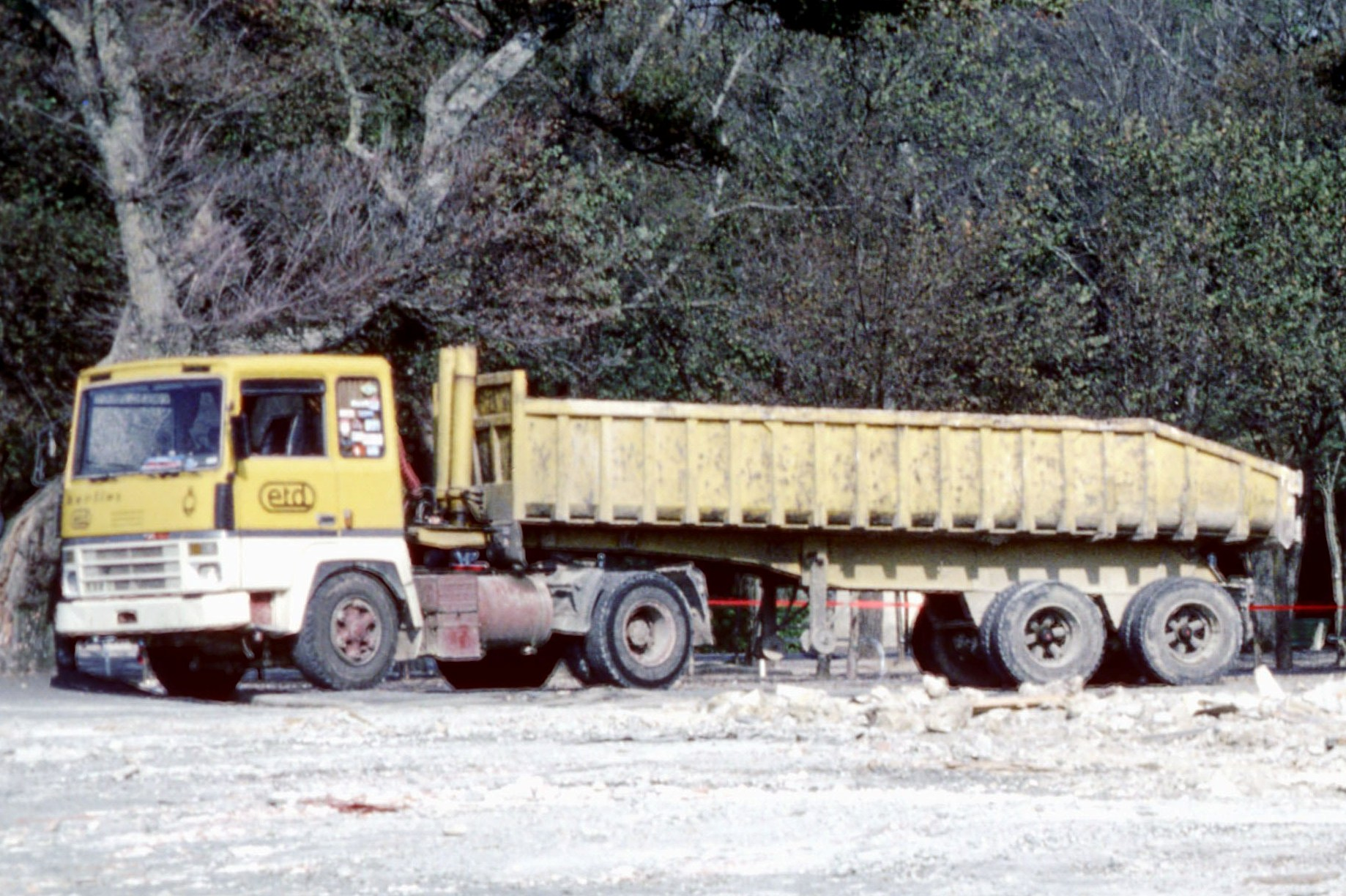
Berliet TR.

En 1970, au Salon de l’Automobile de Paris, Berliet présente son tout nouveau modèle haut de gamme, le TR300 équipé de la nouvelle cabine basculante « KB 2400 » de 2,4 m de largeur. Elle équipe Spacieuse, lumineuse, confortable, munie d'un siège ergonomique, elle convient parfaitement aux transports longues distances et TIR. Ford l'achète pour son futur tracteur H « Transcontinental ». La cabine « KB 2400 » sera abandonnée en 1996.
En 1972, outre les véhicules militaires et de chantier, Berliet propose trois gammes :
- la gamme légère, axée sur les véhicules de livraisons urbaines qui comprend trois modèles de base, de 6 à 8 t de PTC, dotés d'un moteur de 90 ch ;
- la gamme moyenne, composée de quatre véhicules de base, de 9 à 12,5 t de PTC, dotés d'un moteur de 135 ch et d'une cabine basculable ;
- la gamme haute, avec quatre nouveaux modèles :
  - un tracteur de 38 t de poids total roulant (PTR), doté d'un moteur 6-cylindres suralimenté par turbocompresseur,
  - un tracteur deux essieux de 38 t de PTR,
  - un tracteur trois essieux de 38 t de PTR,
  - un porteur-tracteur de 19 - 38 t de PTC/PTR, doté d'un moteur V8 de 320 ch[100].

Avec Renault Véhicules Industriels, la gamme légère Berliet disparaît au profit de la gamme « J » Saviem, la gamme intermédiaire, dotée de la cabine Saviem 875 qui poursuit son cours, la gamme haute est maintenue sans modification, sinon l'appellation « R310 » et « R360 ». La fabrication de ce dernier cessera à la sortie du Renault AE en 1990.

## Division autobus et autocars

### Débuts laborieux
Marius Berliet a construit sa première automobile en 1895. Ces modèles réalisés artisanalement à l'époque, étaient souvent transformés en camionnettes ou minibus d'hôtel. Un véhicule spécifique lui est commandé en 1906, baptisé « type HH », capable de transporter 800 kg de charge utile, modèle dérivé de la voiture Berliet « type H » à châssis long. Marius Berliet décide alors de présenter le modèle au Salon de Paris mais doit affronter les constructeurs déjà présents sur ce secteur comme Panhard & Levassor dont le premier autocar a été produit en 1899, Peugeot et De Dion-Bouton, en 1905. Berliet présente son premier autocar très rudimentaire, dérivé du camion 22 HP de 2 500 kg de charge utile avec freins à sabot sur les seules roues arrière cerclées de fer. Le hasard fera que M. Magat, hôtelier à Panissières dans la Loire, mais assurant aussi un service de diligences, accepte de tester ce prototype. Marius Berliet fait acheminer deux modèles baptisés « KL » (dont la justification de l'appellation reste encore inconnue). Le premier « KL1 », véhicule extrapolé de l'automobile « type C 15HP », disposait de six places et le « KL2 », modèle plus puissant doté d'un moteur 22 HP capable de transporter dix personnes. M. Magat acquiert les deux véhicules qu'il met en service le 14 août 1907 mais son enthousiasme est de courte durée car quelques semaines plus tard, des autocars Darracq, plus spacieux et modernes, de la compagnie parisienne Auto-Transports, viennent le concurrencer.
Marius Berliet doit revoir entièrement l'adaptation de son camion « Type L » qu'il fera réceptionner aux Mines le 11 octobre 1907. Aucun exemplaire civil ne sera immatriculé mais c'est l'armée française qui l'a acquis en 1908, disposant d'une autonomie de 200 km à une vitesse de 12 km/h.

### Premiers espoirs

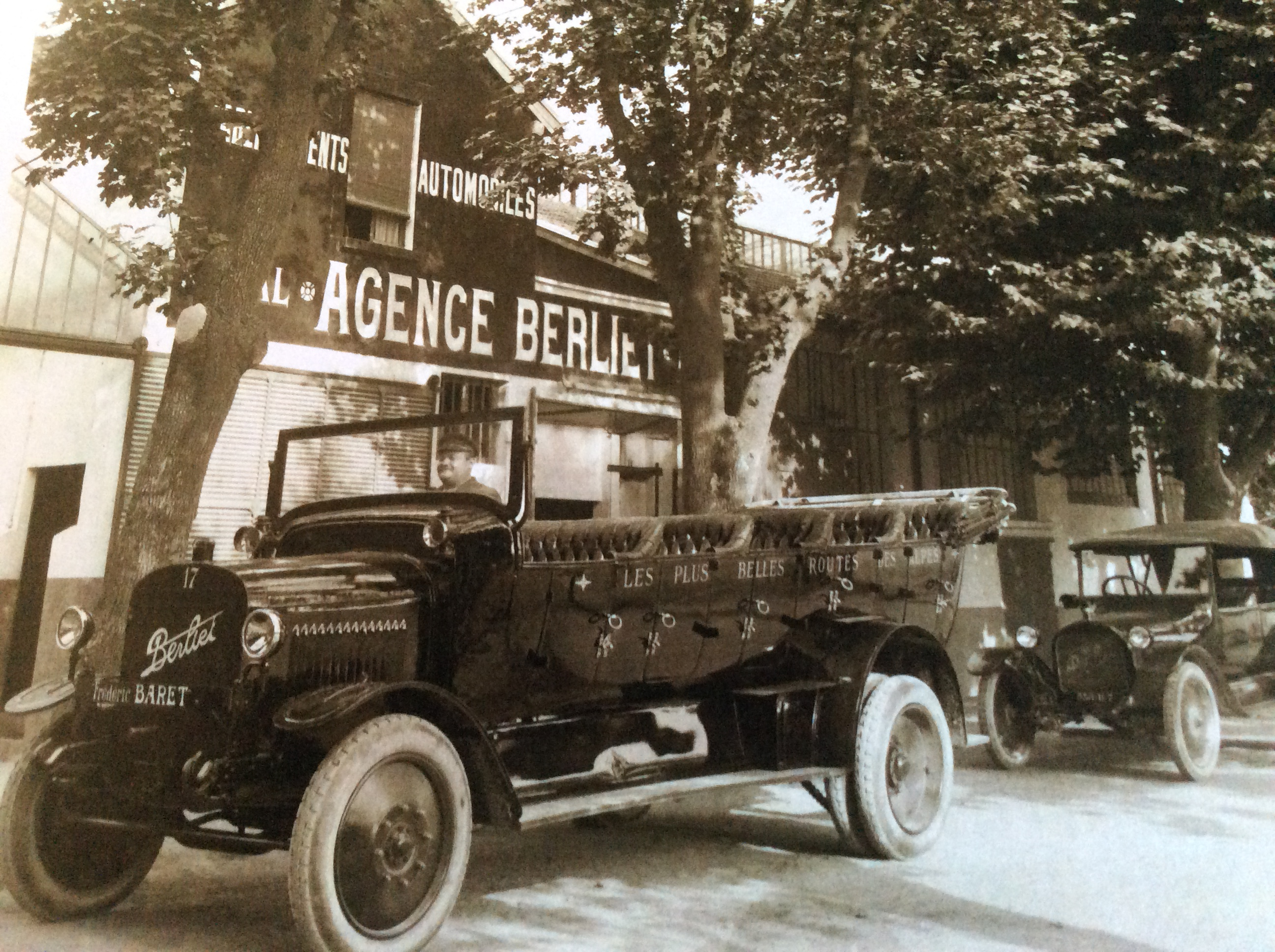
Car Berliet Torpédo F. Baret au départ de Grenoble.

Le développement de la marque dans le secteur des autobus va se produire grâce à la société grenobloise « Rappelin & Traffort » qui assure les trajets en diligence dans les Alpes depuis le 1er février 1878, en correspondance avec la Compagnie PLM, pour acheminer les touristes arrivant en gare de Grenoble à destination de Gap. Berliet met à disposition un autobus « type CAA », successeur du « KL2 » en 1909. Le véhicule donne satisfaction au point de décider la compagnie PLM de passer commande de 41 exemplaires du modèle « AD » en version Torpédo, modèle dérivé du « CAA », devenu « CAK » en 1910, puis « AD », surnommé « car alpin » de 24/30 places en 1911.
Le service d'autobus PLM de la Route des Alpes, créé avec le Touring Club de France, est inauguré le 4 juillet 1911 et est assuré par les six premiers autocars Berliet « CAK » de Rappelin & Traffort. Tous les jours, jusqu'au 15 septembre, les véhicules transportent les touristes au départ de Nice à destination d'Evian et inversement, un trajet de 600 km effectué en cinq jours pleins. Cette première et unique liaison en autocar Berliet est une énorme publicité pour le constructeur lyonnais qui ne manque pas de s'en servir.
Berliet développe plusieurs modèles dont certains sont tellement éphémères qu'ils ne durent pas le temps suffisant pour figurer au catalogue annuel de la marque. La dénomination des modèles est sans cohérence. Certains sont dénommés par deux lettres commençant par « A » lorsque ce sont des dérivés d'automobiles et par « C » pour les dérivés de camions, la seconde lettre semble désigner une consécutivité.
Les modèles les plus adaptés au transport de personnes sont :
- AG, petit véhicule avec un empattement de 3,15 m, un moteur de 15 HP, convient à peine pour des trajets très courts comme omnibus d'hôtel ;
- AH, petit autobus identique à l'AG mais disposant d'un moteur un peu plus puissant de 22 HP ;
- AD, omnibus de 24/30 places destiné aux longs trajets mais avec une autonomie de 200 km.

### Tournant technologique

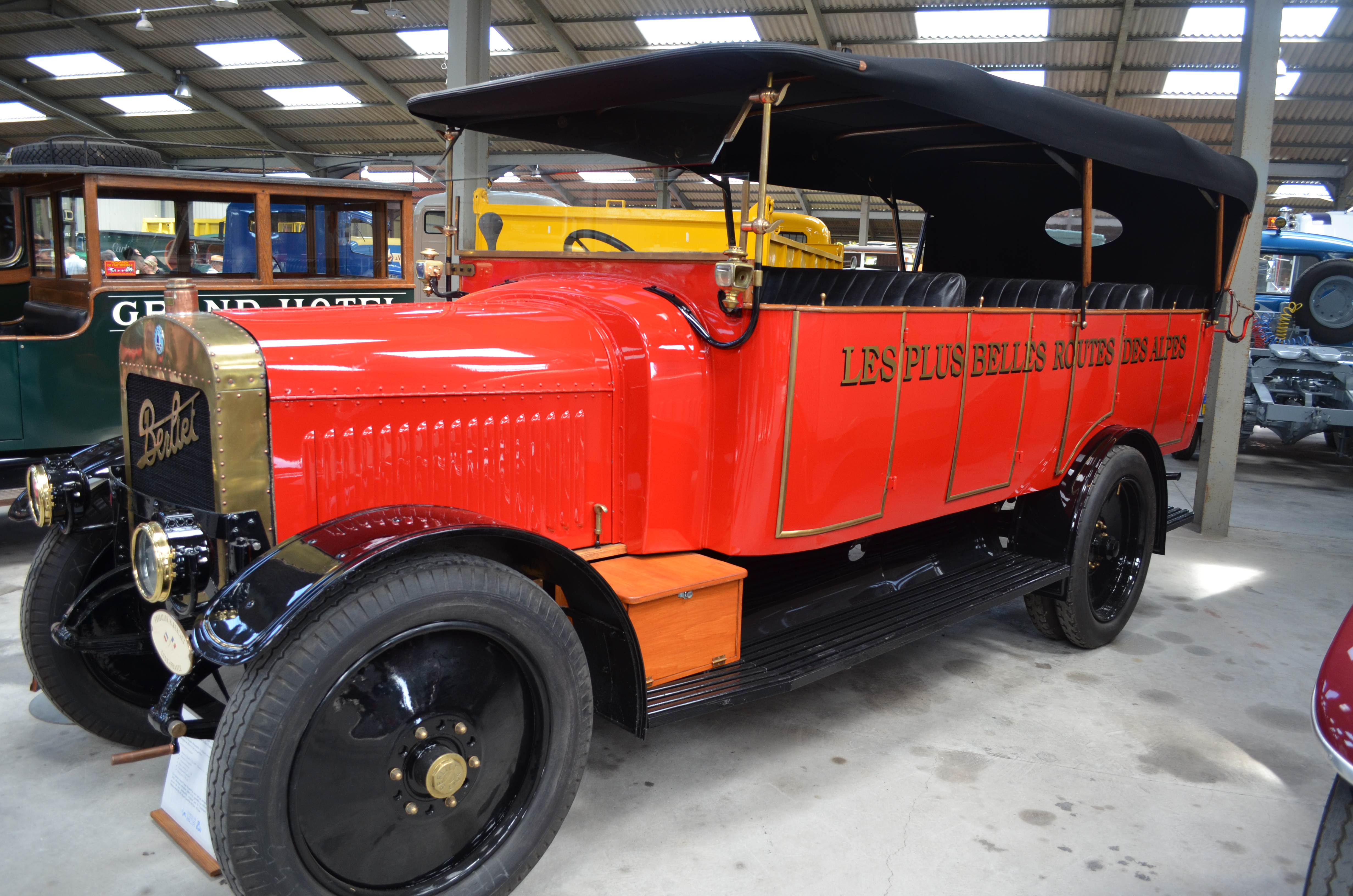
Autocar à bancs Berliet 1 CB de 14 places utilisé par les transports Frédéric Baret en 1921.

L'année 1913 va marquer un tournant technologique important pour les autobus Berliet. Le moteur Berliet « type L » est renommé « Z » et bénéficie d'un limiteur de régime qui va lui apporter un minimum de fiabilité. Il peut dès lors fonctionner indifféremment à l'essence, à l'alcool ou au benzol. La boîte de vitesses Berliet gagne enfin un 4e rapport mais conserve la transmission par chaînes. Le premier modèle d'autobus à pouvoir bénéficier de ces progrès techniques sera le « type CAT » à cabine avancée découverte que Berliet va exporter pour la première fois. Les transports urbains de la ville de Bristol en Grande-Bretagne ont disposé de deux Berliet CAT en 1913, venus concurrencer les modèles Fiat qui les équipaient traditionnellement. Cet autobus dispose d'un empattement trop court (3,20 m) et d'un châssis trop haut qui le pénalise fortement au niveau de la sécurité de conduite et du confort des passagers. Berliet le remplacera avantageusement par son extrapolation, le « type CBD » avec un empattement de 3,75 m ce qui augmente sa capacité à 24 places. Ce modèle va rester dans les mémoires de beaucoup de Français car il est resté en production pendant toute la Première Guerre mondiale. À l'origine, le CBA est un camion conventionnel doté du moteur « Z » et d'une boîte de vitesses à quatre rapports avec transmission par chaînes, avec une charge utile de 3 500 kg qui répondait aux critères de l'armée avec l'adjonction à l'avant et à l'arrière de crochets de remorquage. Ce camion a été produit à 15 000 exemplaires pour équiper l'armée française tout comme le Fiat 15 Ter. Un châssis d'autobus dérivé nommé « CAD » avec un empattement de 3,69 m a été proposé sans succès.
En 1915, Berliet présente deux nouveaux modèles, le « 1C » et le « 1CB », les premiers autobus Berliet pouvant être chaussés de pneumatiques et non plus de roues à bandages.
En 1918, Berliet lance une version allongée du CBA, appelée « CBI », qui dispose d'un empattement de 5,15 m et offre 45 places. Rapidement, les modèles CAT, CBD, CBE et CBF, tous dérivés du CBA, disparaissent. Seul le 1CB de 1915 reste en production.
En 1919, Berliet s'inspire du concept de l'américain Dodge et lance la gamme « V ». Le modèle « VB » est lancé en premier. Il se révèle très peu fiable avec son moteur de 15HP et n'est quasiment vendu qu'en version camionnette avec de très forte remises. Il est remplacé l'année suivante par le « VLB » doté du même petit moteur mais avec une transmission moins fragile et, en 1922, par le « VF ». En 1928, Berliet présente le « VMSD » châssis abaissé destiné au transport de 16/20 personnes.

### Le premier véritable autobus
Dès 1919, Marius Berliet se rend compte de son retard technologique dans la conception des autobus et veut remplacer tous les modèles dérivés d'automobiles et de camions par une version vraiment destinée au transport de voyageurs. En 1921, Berliet lance le CBL, remplaçant du CBE sans succès. Il faut attendre 1923 et un nouveau châssis, le premier conçu pour le transport de personnes, avec un empattement de 3,93 mètres pour voir l'autobus type CBO.
Ce n'est qu'en 1927, avec son remplaçant, le « CBOV », que Berliet lancera son premier véritable autobus, capable de rivaliser avec ses concurrents nationaux et surtout étrangers, disposant enfin d'un châssis surbaissé à 640 mm du sol, pour faciliter l'accès des passagers ainsi que d'un freinage sur toutes les roues. Ce modèle, enfin conforme aux attentes des compagnies de transport, arrive trop tard car les concurrents ont occupé la place.

### Châssis spéciaux
Marius Berliet est un industriel qui n'a pas l'esprit commerçant, il envisage toujours des véhicules construits en grande série et refuse tout ce qui pourrait apparaître comme une construction spéciale. Mais force est de constater qu'aucune de ses modèles n'a atteint une production suffisante pour se classer dans la rubrique grande série, tout juste une petite série ce qui le rend encore plus jaloux quand il est informé du succès de ses concurrents étrangers. Il ne décolère pas de voir circuler à Lyon, sa ville, une cinquantaine d'autobus neufs Scemia-Schneider alors qu'il n'a pu placer que deux malheureux exemplaires du « CDB » avant guerre. Pour imiter ses concurrents qui ont adopté la cabine avancée, il lance, en 1926, l'autobus urbain « GSB », châssis surbaissé de 4,10 m d'empattement, de 40/45 places. Ne trouvant pas preneur, il lance l'année suivante le « GSD », doté du même moteur mais plus large dans la partie centrale. Le dynamisme du constructeur Renault-Scemia lié au succès remporté par le modèle Renault PN dans la capitale ne laisse aucune chance au Berliet GSD.
Durant les années 1920/1930, Berliet a semblé courir après ses concurrents pour aguicher les quelques clients insatisfaits de leurs délais trop longs. La qualité des autobus Berliet ne pouvait soutenir la comparaison avec les modèles Saurer ou Unic. Pénalisé par son retard technologique, châssis surbaissé arrivé trop tard, pas de freinage sur les quatre roues ni de démarreur électrique, la clientèle a plus que boudé ses productions.

### 1928: le renouveau
Le marché français est largement dominé par les marques Delahaye, Panhard, Renault, Saurer et Unic. Marius Berliet décide de revenir dans la course et lance plusieurs nouveaux châssis surbaissés, spécialement conçus pour le transport de voyageurs enfin dotés de moteurs plus fiables et d'une puissance suffisante, de transmissions à cardans, de boîtes de vitesses à quatre rapports, de freinage sur toutes les roues et du démarrage électrique. Les caractéristiques minimales pour obtenir un autobus acceptable étaient enfin réunies.
La gamme 1928 était ainsi composée :
- VIGB - modèle 4/5 places dérivé d'une camionnette et taxi, empattement 2,91 m, moteur 4 cylindres, 9 CV ;
- VHF - 9/12 places dérivé d'une camionnette, empattement 3,20 m, 4 cylindres, 12 CV ;
- VHB et VHS - 12/16 places, dito VHF ;
- VMB, VMP & VMS - 12/16 places, 4 cylindres, 16 CV, petit omnibus d'hôtel ;
- VKE - 14/18 places, 4 cylindres de voiture 23 CV, omnibus d'hôtel ;
- VKF - 14/18 places, 6 cylindres de voiture 23 CV ;
- CBOV - 30 places, 4 cylindres, 20 CV ;
- GSE - 25/35 places, 4 cylindres, 20 CV ;
- GDHV - 20/40 places, 4 cylindres, 20 CV ;
- GDHVB - 40/45 places, 4 cylindres, 20 CV ;
- GSD - 40/45 places, 4 cylindres, 20 CV, autobus urbain.

Le Berliet CBOV sera le premier modèle de la marque à connaître un certain succès commercial avec quasiment deux cents exemplaires vendus, bien qu'il soit toujours dérivé du camion CBA.
Le Berliet GSD est un autobus urbain que Marius Berliet a lancé en 1927 spécialement dans l'idée de concurrencer le Renault PN, dans le seul but de le vendre aux transports urbains de la ville de Lyon dont il ne réussira encore pas à convaincre les responsables. Ce sera un très gros échec.
Le GDHVB est aussi un autobus interurbain, lancé en 1928. C'est la version avec poste de conduite avancé du GDHV. Le bruit, les odeurs et la chaleur dégagée par le moteur imposent une cabine de conduite séparée du volume voyageurs, ce qui oblige la présence d'un second agent. Ce modèle ne sera quasiment pas accepté en France et verra quelques rares exemplaires vendus en Iran.
Alors que la filiale française du constructeur suisse Saurer règne en maître sur le secteur des autocars et autobus, Berliet va pouvoir exploiter le seul créneau où Saurer est absent, les petits autobus fermés avec le VMSD, lancé en 1929, qui va remplacer pas moins de six modèles qui sera fortement concurrencé par le Citroën C 6.1. Berliet lance alors le VKFD qui remplace les anciens VKE et VKF mais un seul exemplaire sera fabriqué.
En 1930, Berliet présente une nouvelle gamme avec la désignation par la lettre P, le « PA6 ». C'est un châssis surbaissé mais encore à 74,5 cm du sol, avec pour la première fois, la conduite à gauche, et un empattement long de 6,35 m. C'est enfin un véhicule moderne et adapté à la demande de l'époque. Ce modèle est rapidement secondé par le « PA8 » doté du moteur « Z » de huit litres de cylindrée. Ces deux modèles vont pouvoir concurrencer le nouveau Renault SI. En 1931, la gamme s'étoffe avec le nouveau « VSG », autocar conçu pour les excursions alors que la demande de cars alpins est terminée et les transporteurs veulent des véhicules rapides et confortables. Seulement 68 exemplaires seront fabriqués. De plus, la période est délicate à la suite de la crise financière car les banques n'accordent plus de crédit, ce qui va fortement faire diminuer l'activité des usines Berliet.

### Arrivée du moteur Diesel
Alors que Rudolf Diesel a déposé son brevet depuis 1893, que quasiment tous les constructeurs automobiles ont conçu des moteurs Diesel, Berliet attend le mois de mars 1930 pour acquérir la licence ACRO à Bosch. La réalisation de son premier moteur Diesel est un échec retentissant avec casses multiples. Il faut attendre janvier 1931 pour assister à la présentation du premier moteur Diesel en état de fonctionnement mais ce n'est qu'au printemps que le premier camion doté d'un moteur Diesel sort d'usine. Les commandes d'autobus Diesel ne sont ouvertes qu'en automne 1932 alors que les concurrents ont livré leurs premiers véhicules Diesel depuis plus de trois ans.
En août 1932, l'Administration modifie la règlementation sur la vitesse autorisée. Depuis 1921, les véhicules de moins de 4,5 t pouvaient rouler à 40 km/h au maximum, ceux entre 4,5 et 8,0 t à 35 km/h, ceux entre 8,0 et 11,0 t à 25 km/h et ceux de plus de 11,0 t à 15 km/h. À partir du 17 août 1932, la vitesse maximale est passée à 65 km/h pour les véhicules de moins de 6,5 t, 55 km/h pour ceux entre 6,5 et 10,0 t et 45 km/h pour les plus de 10,0 t avec une contrainte de largeur limitée à 2,20 m. Tout véhicule de plus de 2,20 m de large ne peut dépasser les 50 km/h, limite qui va s'imposer de fait aux autocars puisqu'il n'est pas concevable de mettre quatre sièges et un couloir dans moins de 2,40 m.
En 1932, la gamme autobus/autocars Berliet est ainsi composée :
- PB 15 : 20/36 places, moteur essence 4-cylindres de 72 ch, vitesse théorique : 70 km/h bridée à 50 km/h ;
- PB 16 : idem PB 15 mais moteur essence 6-cylindres de 100 ch ;
- PC : nouveau châssis abaissé à 64 cm du sol, moteur essence 4-cylindres de 60 ch ;
- PC 7 : premier autobus doté d'un moteur Diesel de 7,2 L développant 65 ch, 27 places ;
- PC 22 : 27 places, moteur essence 4-cylindres de 72 ch.

La crise financière qui a débuté en 1929 aux États-Unis, s'abat sur le vieux continent à partir de 1932/32. Certains constructeur français sont moribonds, comme De Dion-Bouton, mais Citroën, le nouveau venu, connait une progression fulgurante au point de faire jeu égal avec Renault au niveau du nombre d'autobus vendus. Delahaye ne vend que des châssis nus, Citroën et Renault ont le volant à gauche tandis que les autres, Latil, Panhard, Schneider, Saurer et Unic à droite. Berliet est le seul, cette année-là, à proposer un autobus de vingt places avec un moteur Diesel, 78 % plus cher que la version avec moteur essence. Les modèles Berliet Diesel ne feront pas recette et resteront au niveau des très petits constructeurs avec quelques dizaines d'exemplaires vendus. Le dernier modèle de la série, le PB10 doté d'un moteur six cylindres de 10,8 L ne sera produit qu'à quatre exemplaires.
Confronté au manque de fiabilité de ses moteurs avec des surrégimes mortels pour la mécanique, Marius Berliet va acheter en 1935 la licence Ricardo pour remplacer, enfin, l'injection Bosch ACRO.

### Première vente d'autobus à Lyon
En 1933, Marius Berliet a enfin réussi à vendre onze autobus interurbains à la compagnie lyonnaise de transports OTL, dix « PB 8L » et un « PB 15 », mais aucun autobus urbain. Pour cela, il va lancer un nouveau modèle à conduite avancée, le GDSL 8, un châssis spécifique pour autobus, avec un empattement de 5,72 m pour une longueur hors tout de 9,91 m, doté d'un moteur de 8,6 L, avec une capacité de 50 personnes assises et surtout debout.
Le « GDSL 8 » est un autobus urbain et suburbain à poste de conduite avancé. Les quatre premiers exemplaires, fabriqués en 1934 et 1935 portent les numéros de châssis 136 501 à 136 504. Ils seront encore dotés du moteur à injection ARCO mais dès février 1936, tous les exemplaires suivants seront dotés d'un moteur avec injection Ricardo et seront dénommés « GDSL 2 ». Marius Berliet aura la satisfaction de recevoir une première commande de la compagnie lyonnaise OTL de 51 exemplaires d'autobus GDSL en 1936, suivie d'une seconde de 14 exemplaires passée en décembre 1938. Au total seuls 103 exemplaires de « GDSL 1 et 2 » seront fabriqués car cet autobus est cher, voire très cher par rapport à la concurrence. En 1937, le seul châssis motorisé est vendu 8 % plus cher que le Renault ZP carrossé prêt au service ou carrossé, 69,5 % plus cher que le Renault.
Pour essayer de combler ce manque de compétitivité, Berliet lance en décembre 1936, le petit « PCK » qui n'est autre que l'ancien « PC7 » doté d'une cabine avancée. Plus court de 1,34 m par rapport au GDSL, il ne dispose que de 31 places avec deux rangées supprimées. Comme l'ancien PC7, il ne dispose pas du freinage pneumatique ce qui va limiter sa production à seulement 57 exemplaires construits en 18 mois.

### PCKB: premier autobus avec face avant complète
En 1939, Berliet présente son premier autobus avec une face avant complètement fermée et non plus une demi-cabine pour le poste de conduite avancé. La cabine avancée fait enfin son apparition avec le nouvel autobus, le « PCKB ». Durant l'année 1939, avant l'arrêt de la production pour cause de guerre, Berliet a fabriqué 240 exemplaires du PCKB tandis que, dans le même temps, Renault a produit 1 400 exemplaires du ZPD.

### Autocars d'après guerre

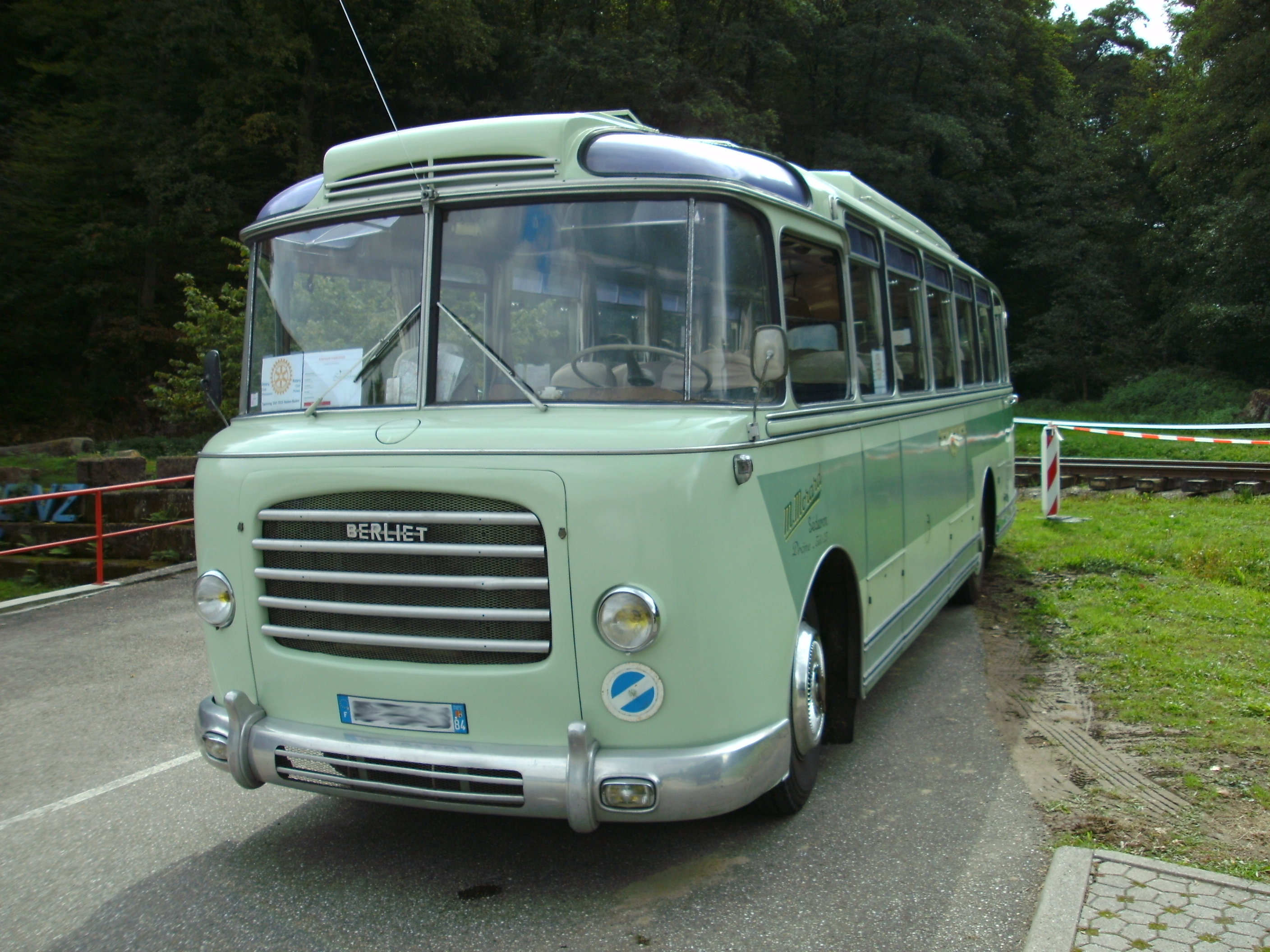
Autocar Berliet PLB (1956).

Dérivé du châssis de camion GLA, le PLA de 28 à 33 places selon les versions sort en 1951, le PLB, dérivé du châssis GLB et avec la mécanique du camion GLC 6 en 1952.
Présenté au Salon de l'automobile de Paris 1952, le modèle PLR est destiné à succéder au PCK, dont la conception remonte aux années 1930. Il est proposé avec un moteur à cinq ou six cylindres placé horizontalement. Selon les versions, sa capacité est de 40 à 50 passagers.
La relève de la petite et moyenne gamme (PLA et PLB) est d'abord assurée par les PAH et PBH réceptionnés au service des Mines en novembre 1960. En raison des déformations de la structure, ils sont rapidement remplacés par le PBK 6, d'une capacité de 35 places dérivé du châssis de camion GBK.
Présenté en 1956, le PLH est conçu sur la base d'un châssis treillis en profilés d'acier soudés, la carrosserie étant construite selon le même principe. Le moteur 5-cylindres est placé horizontalement. Ce modèle s'arrête en 1961 mais sa lignée fabriquée pendant 18 ans comptera plus de 6 000 exemplaires.
La famille des PH commence à sortir en 1959 avec le modèle PHN de 45 places, capacité la plus demandée, appelé « Randonnée ». Le modèle PHC, dénommé « Escapade », offre 41 places. Le PHL ou « Grand Raid », de 49 places sort en mai 1964. Chacun d'eux comporte trois niveaux de finition : ligne, luxe, super luxe. Le PHN tête de série subit un test d'endurance du 21 novembre 1960 au 3 mars 1961 sur la piste de l'autodrome de Miramas (Bouches-du-Rhône). 200 000 km sont parcourus en 97 jours à 85,86 km/h de moyenne horaire.
La gamme Cruisair, développée à partir de 1966, offre des solutions techniques innovantes et une esthétique nouvelle. Le premier véhicule de la série, le PR 250, est un petit car de 25 à 30 places doté de la suspension Airlam du camion Stradair. Il est produit en faible quantité, le marché potentiel étant modeste. Les Cruisair 2 et 3, respectivement de 10 et 11 m de long, sont commercialisés en 1968 et, à partir de 1970, dotés du moteur Berliet V8. Le PR 14 ou Cruisair 4 de 12 m de long sort en 1975, doté du moteur 620 × 30 initialement de 200 ch, porté à 230 ch. La capacité du PR 14 est d'une cinquantaine de sièges selon les options. Il sera vendu, sous la marque Renault, jusqu'en 1989.

### Appellations des poids lourds Berliet
Exemple : GAK 5r.
- G : porteur ; T : tracteur
- A : véhicule à 2 essieux ; P ou B : 3 essieux
- K : cabine avancée si la lettre est placée en dernier.
- P : autobus, autocar
- E : trolleybus
- chiffre : cylindrée arrondie en litres (puissance SAE à partir de 1968).
- a, b ou r (pour renforcé) : code châssis

### Appellations des moteurs de poids lourd
Exemple : MIDS 06.35.40
- M : Moteur
- I : Injection directe Berliet
- D : Diesel
- S : Suralimenté (turbocompresseur), la lettre R à la place du S signifie Refroidi (turbocompresseur à air refroidi)
- 06 : 6 cylindres
- 35 : alésage de 135 mm
- 40 : course de 140 mm

Ce système est resté en cours chez RVI.

### Matériels ferroviaires
À partir de 1921, pour se diversifier, Berliet ouvre un petit atelier de construction ferroviaire et produit de petits autorails à essence directement issues de la technique « camion » ainsi que des locotracteurs destinés aux embranchements industriels. Jusqu'en 1929, le nombre d'unités vendues sera de l'ordre d'une vingtaine d'unités. Un de ces autorails, le RCMC à deux essieux est conservée à la Fondation Marius Berliet.
En 1933, la compagnie du PLM demande à Berliet d'étudier un autorail Diesel à transmission électrique. À l'issue de l'étude, le PLM commanda six autorails (type RBD 250) dont certains éléments électriques étaient d'origine Als-Thom. Face au succès de ce matériel, quatorze autres (type RBD 300) furent commandés pour des livraisons en 1937-1938.
En 1937, le Centre autorails de Grenoble a reçu dans ses effectifs quatre autorails-fourgons Berliet de la série BE ZZDM 101 à 104 ainsi que deux autorails Berliet de la série BE 3001 à 3014 pour circulation sur la ligne Lyon - Grenoble.
Toutes ces unités, renumérotées en 1947 « XBE 1000-2100-3000 », assurèrent sur le réseau Sud-Est de la SNCF, un bon service jusqu'à leur radiation qui s'étala de 1963 à 1966.
Parallèlement, après la Seconde Guerre mondiale, l'entreprise fournissait des moteurs aux constructeurs ferroviaires Billard, Campagne et Moyse.
Entre 1956 et 1958, elle exporta des moteurs 6-cylindres pour doter des « Schienenbus » de la DB. Dans les années 1960, l'activité ferroviaire se limita à de la sous-traitance pour la réalisation de ponts moteurs du métro MP 59 RATP et MR-63 de Montréal puis s'arrêta là.

### Trolleybus
La firme Berliet fournit des châssis et carrosseries (CB et VBB) ainsi que des autobus (PLR, PBR, PH pour devenir respectivement ELR, EBR ou VA3B2, VBH) livrés sans moteurs et qui furent équipés d'un appareillage électrique par le constructeur français de trolleybus Vétra.
La version trolleybus du PR100 (à partir de 1977) dénommée « ER100 », avec équipement électrique Oerlikon ou Alsthom.

## Modèles

### Autobus
- CBL de 1922
- VMSD de 1927

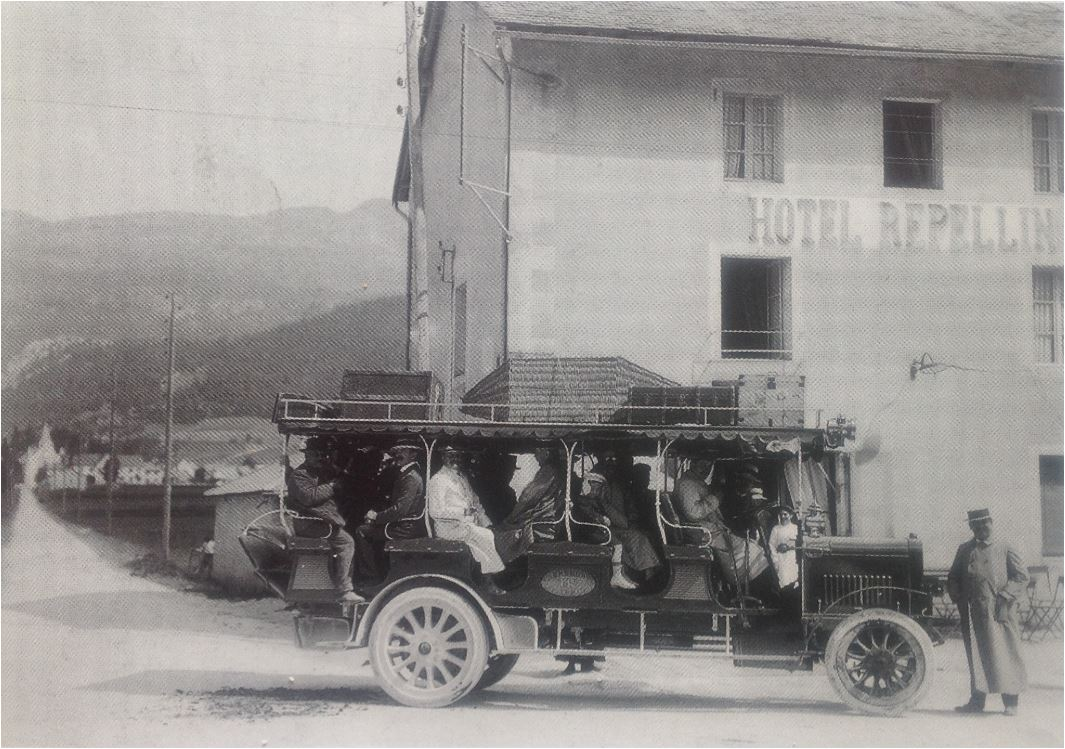
Berliet CAB Autobus.

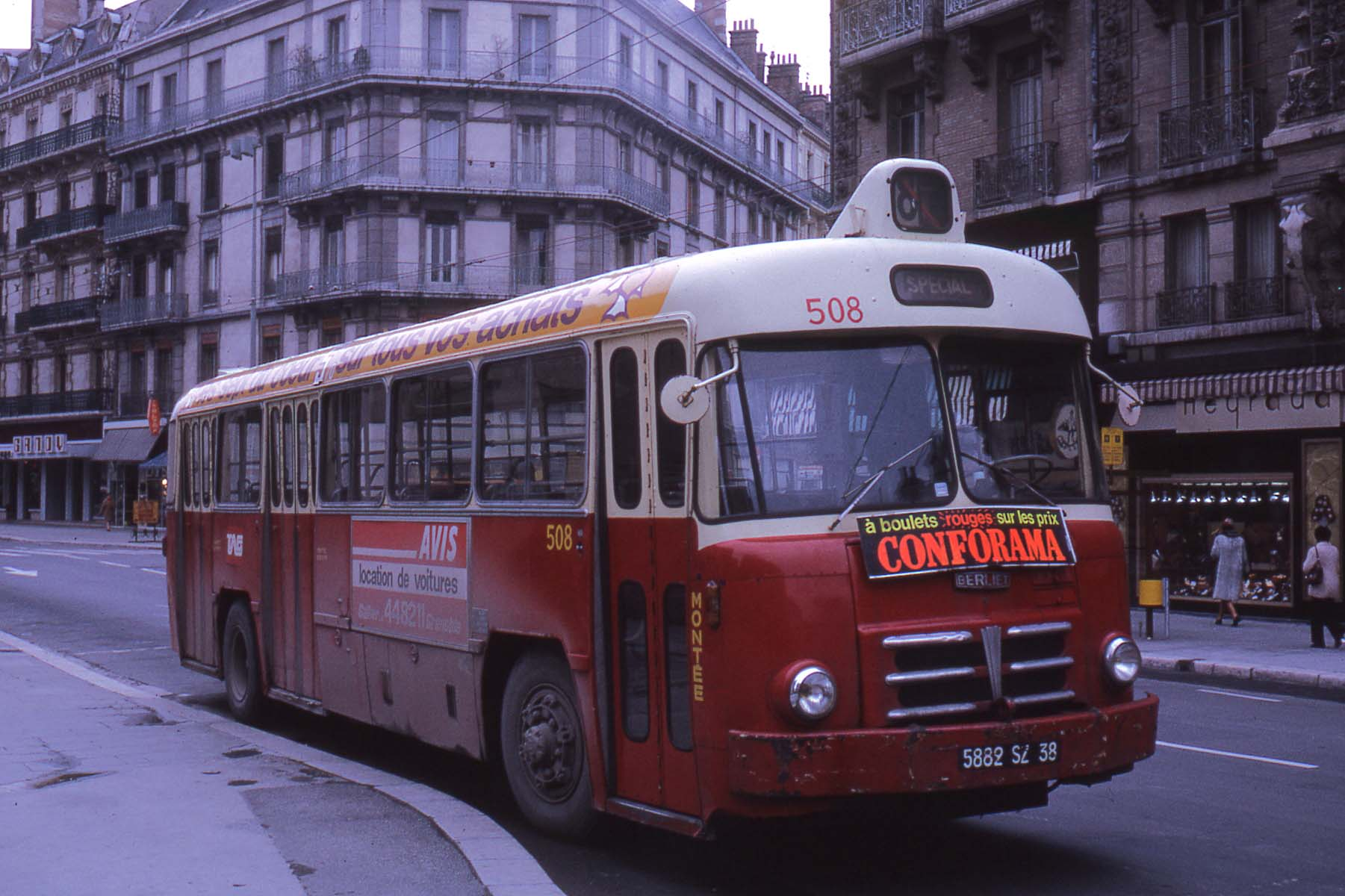
Un Berliet PLR-C de Grenoble en 1975.

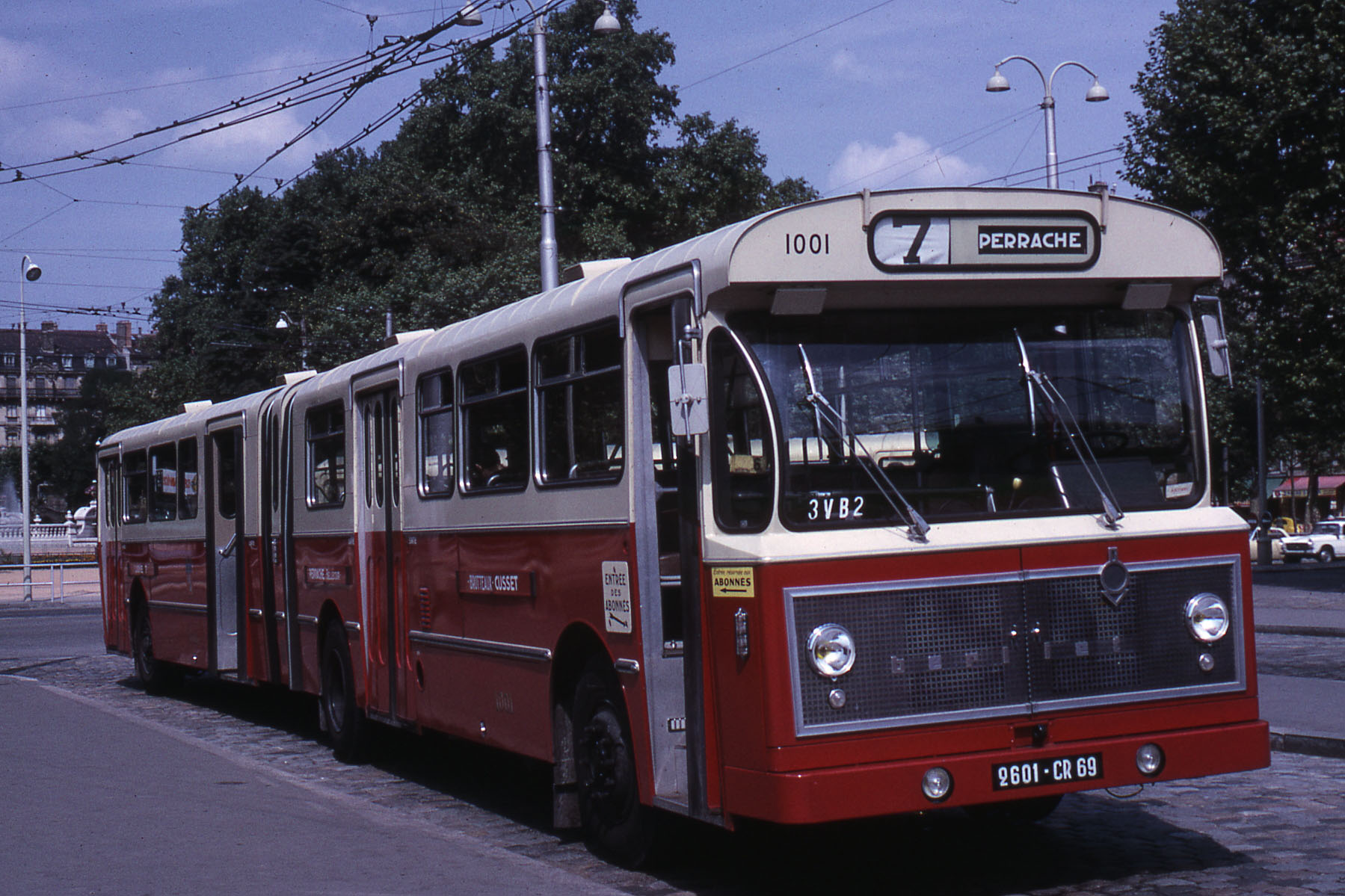
Un Berliet PH 12-180 à Lyon en 1967, premier autobus articulé français.

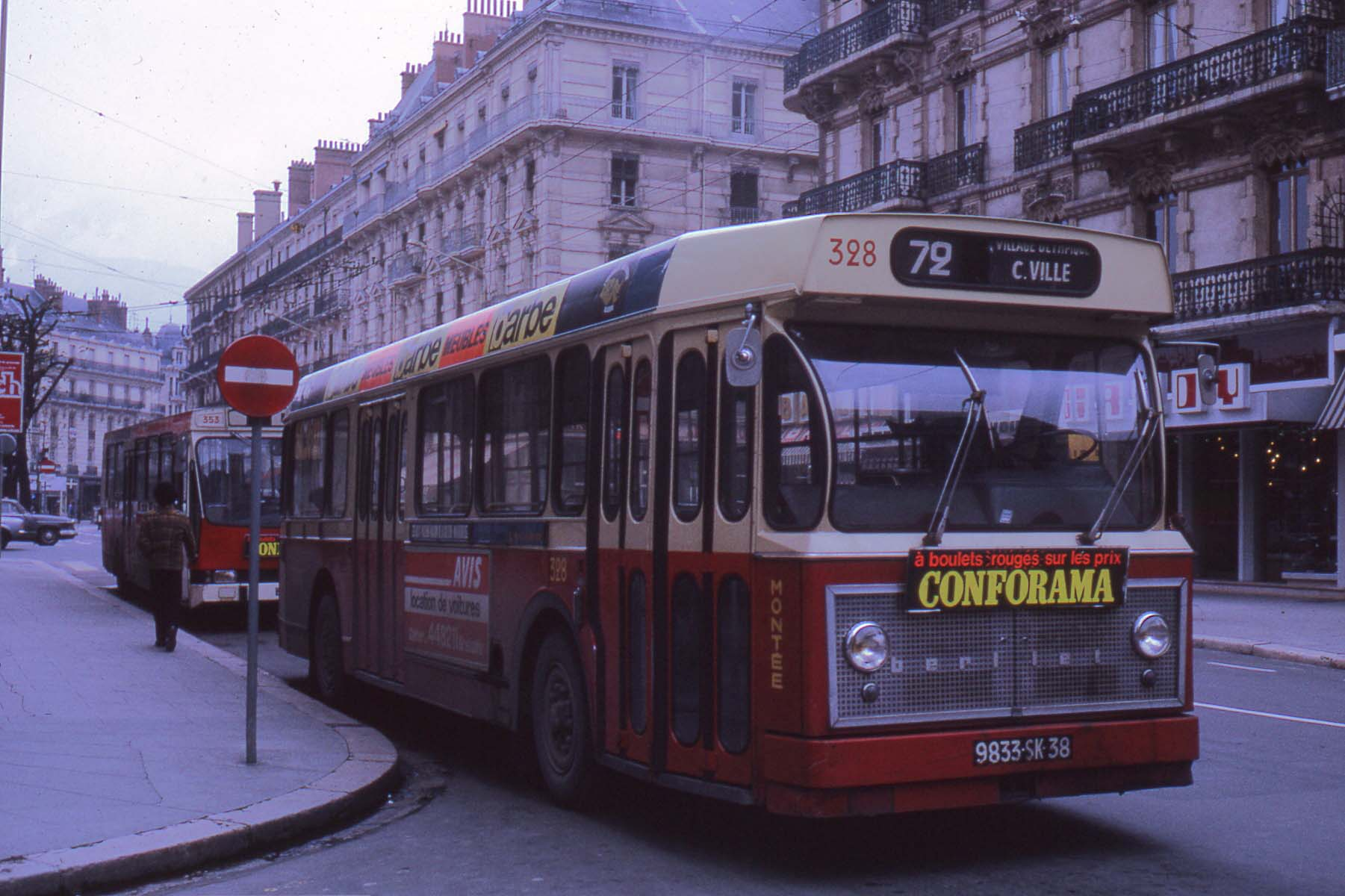
Un Berliet PCM-U de Grenoble en 1975.

- CBOV de 1927, dont ceux pour la compagnie des tramways de Perpignan
- GSBG à gazogène de 1927, dont ceux pour Lyon
- GSE de 1928 [88]
- GSD de 1928
- PBG de 1931
- GPS à 3 essieux de 1932
- GDSL (Diesel) de 1934-38 (66 exemplaires pour Lyon-OTL)
- PCKBG avec gazogène de 1938
- PCK 7 et 8 de 1947 (nombreuses villes françaises dont 65 exemplaires à Lyon)
- PCR 8 de 1950 (Lyon, Marseille)
- PLA 5 de 1952
- PLB 6 et 8 de 1952
- PLR 8 et 10 de 1954 à 1962, pour de nombreuses villes françaises
- PBR 10 et 15 à 3 essieux de 1954 à 1961 pour Alger, Marseille, Lyon
- PCP 10 de 1955, avec 100 exemplaires pour la RATP à Paris
- PCS 10 de 1960, avec 50 exemplaires pour la RATP à Paris
- PH 80 de 1959, dont ceux pour Lyon et Grenoble
- PH 100 de 1962, dont ceux pour Lyon, Marseille, Nice, Grenoble et Genève (en Suisse, avec 15 véhicules série 401 à 415 de la CGTE)
- PH 12-100 de 1965, PH 100 avec face avant de PCM, dont ceux pour Marseille
- PCM de 1965, dont ceux pour les TCRL à Lyon, pour la SGTE à Grenoble
- PCM-R de 1965, dont ceux pour la RATP à Paris
- PH 12-180 de 1966, premier autobus articulé français, construit pour Lyon et Alger
- PCMR-E de 1968, série de 25 autobus à étage pour la RATP à Paris
- PGR de 1968, série de 500 exemplaires à gabarit réduit, pour la RATP à Paris
- PR 100 de 1971, dont ceux pour la SÉMITAG (Grenoble), ceux pour Marseille, Nice, Nantes et ceux pour la RATP à Paris
- PR 110 pour la Pologne construit à Vénissieux puis sous licence à Jelcz en Pologne
- PR 100-2, dont ceux pour Marseille et ceux pour la SÉMITAG à Grenoble
- PR 100 MI, dont ceux pour Reims, ceux pour la SÉMITAG à Grenoble
- PR 180 articulé de 1979, dont ceux pour Reims, ceux pour la SÉMITAG à Grenoble et ceux pour la RATP à Paris
- De nombreux châssis avec moteurs ont été carrossés par divers carrossiers.

### Autocars
- Berliet 1 CB de 1911
- CBO de 1922 sur châssis CBA
- CBO découvrable de 1923, car alpin, dont ceux livrés au PLM pour les services routiers de la route des Alpes.
- GDHV de 1927 sur châssis GDR
- VMSD de 1927
- PGB de 1931
- GPS de 1932
- PS de 1939 sur châssis VDC
- PHN « Randonnée » de 1960 dont ceux des autocars Traffort à Grenoble pour la route des Alpes et les services « Europabus » Genève - Grenoble - Nice.
- PHC « Escapade » de 1962
- Stradair 20 avec carrosserie autocar
- Cruisair 1 de 1969 avec 29 places.
- Cruisair 2 de 1969 avec 39 places[113].
- Cruisair 3 de 1969 avec 49 places[113], dont ceux des autocars Ricou à Grenoble pour les services Grenoble - Lyon
- PR 14 de 1975
- PR 14 S de 1976

### Moteurs
À l'origine, Marius Berliet a doté tous ses modèles de moteurs à essence, comme tous les autres constructeurs, mais il attendra janvier 1931 pour adopter le moteur à auto-allumage, l'invention de Rudolf Diesel en 1893. MAN, Fiat et Mercedes maîtriseront cette technique dès 1923 mais pour d'autres, il leur faudra attendre 1928 que Bosch apporte des perfectionnements pour fiabiliser le fonctionnement.
Ayant d'abord fait le mauvais choix de la licence Bosch ACRO en mars 1930, qui lui vaudra la casse systématique de tous ses moteurs, Marius Berliet se tournera en mars 1935 vers l'ingénieur anglais Ricardo et lui achètera une licence pour traiter l'alimentation de ses moteurs Diesel et régler les problèmes de fiabilité à régime élevé (1 300 tr/min).
Berliet montera souvent des moteurs Diesel Perkins sur de nombreux modèles de sa gamme mais également jusqu'en 1972 des moteurs essence Citroën sur les modèles de camions légers. Dès son intégration avec SAVIEM, les motorisations MAN ont remplacé progressivement les Berliet et Perkins.
- essence Citroën N - Hotchkiss 5201 - Ford
- Diesel Berliet V 800 - M 420 - M 520 - M 620 - M 635 - V 835
- Diesel Perkins 4.236 - 6.354.

### Véhicules militaires
Berliet a longtemps été l'un des principaux fournisseurs de l'armée française et a exporté un grand nombre de véhicules militaires.
- Berliet B [114]
- CBA de 1914
- GCM (de) primé au concours militaire de 1926
- VPB 4 × 4 de 1926
- VPC 6 × 6 automitrailleuse de 1926
- VPDF 6 × 4 de 1928
- VPR 6 × 6 blindé de 1928
- VUR 4 × 4 de 1928
- VUDB 4 × 4 blindé de reconnaissance de 1929
- VUB 4 × 4 blindé de 1931
- VUC (VUCL/VUCM/VUCT) 4 × 4 blindé de 1931
- VPDK 6 × 4 blindé de 1931
- VSH 6 × 6 de 1932
- GPE (de) porte-char de 1934
- GLC 4 x 4
- GLM avec citerne de 1952
- GBU 6 × 6
- GBO
- T 6 6X6 porte-char de 1955 (prototype finalement non adopté débouchant néanmoins sur le TBU 15)
- T 12 8 × 8 porte-char de 1962 (prototype finalement non adopté après plusieurs années d'essai)
- Berliet GBC8 6 × 6 « Gazelle »
- GBC 8KT 6 × 6 de 1962, équipant de nombreux régiments, en particulier ceux de l'arme du train et les régiments de transport de corps d'armée (RTCA)
- Dumper T30 produit à 6 exemplaires
- VXB 170 de 1971
- VXB blindé pour la Gendarmerie en 1971
- VXB blindé avec canon de 90 mm
- GBA à capot et cabine découvrable de 1973
- GBC 8KT CMD (Camion Moyen Dépannage) 6 × 6 grue avec vérins
- GBD à cabine découvrable 4 × 4 et 6 × 6
- GBD 6 × 6 porte-missile Exocet
- GBD 6 × 6 grue avec vérins
- TBU 15 6 × 6 tracteur de semi-remorque porte-char AMX 13
- TBU 15 CLD (Camion Lourd Dépannage) 6 × 6 grue rotative 5 t (10 t avec jambe d'appui) (licence Austin Western) (pour l'armée française et belge)
- TBU ?? tracteur de semi-remorques « spéciales » Fruehauf (60 exemplaires pour l'armée chinoise)
- TR 280 à partir de 1979, équipant les régiments de transport lourd (RTL) de l'arme du train
- TLR 280 tracteur de semi-remorque de 1980, pour éléments sensibles de systèmes d'armes nucléaires (8 exemplaires)
- TRH 320 porte-char
- VTE porte-fusée nucléaire pour le plateau d'Albion (3 exemplaires)

## Production
- Production annuelle de Berliet de 1907 à 1909 (Lire à partir du diagramme)[115]
- Production annuelle de Berliet (en nombre de véhicules) de 1913 [116]
- Production annuelle de Berliet (en nombre de véhicules) de 1953 à 1958[117],[118],[119], [120]
- Production annuelle de Berliet en Afrique[121], [122],[123]
- Production annuelle de Berliet de 1962, 1963, 1964[124],[125],[126]
- Production annuelle de Berliet (en nombre de véhicules) de 1965 ,1966 et 1970,1971 [127],[128],[129]
- Production annuelle de Berliet (en nombre de véhicules) de 1968[130]
- Production annuelle de Berliet (en nombre de véhicules) de 1970[131]

| Année | Camions   | Tracteurs semi-remorques | Véhicules spéciaux | Autobus | Total    |
| ----- | --------- | ------------------------ | ------------------ | ------- | -------- |
| 1900  |           |                          |                    |         | 12       |
| 1901  |           |                          |                    |         |          |
| 1902  |           |                          |                    |         |          |
| 1903  |           |                          |                    |         |          |
| 1904  |           |                          |                    |         |          |
| 1905  |           |                          |                    |         |          |
| 1906  |           |                          |                    |         |          |
| 1907  |           |                          |                    |         | (482)    |
| 1908  |           |                          |                    |         | (592)    |
| 1909  |           |                          |                    |         | (1 129)  |
| 1913  |           |                          |                    |         | 3 500    |
| 1940  |           |                          |                    |         | 6 416    |
| 1941  |           |                          |                    |         | 3 098    |
| 1942  |           |                          |                    |         | 2 378    |
| 1943  |           |                          |                    |         | 1 528    |
| 1944  |           |                          |                    |         | 996      |
| 1945  |           |                          |                    |         |          |
| 1946  |           |                          |                    |         |          |
| 1947  |           |                          |                    |         |          |
| 1948  |           |                          |                    |         |          |
| 1949  |           |                          |                    |         |          |
| 1950  |           |                          |                    |         |          |
| 1951  |           |                          |                    |         |          |
| 1952  | 4 900     |                          |                    | 294     |          |
| 1953  | 4 557     | 295                      | 167                | 506     | 5 525    |
| 1954  | 6 177     | 294                      | 149                | 646     | 7 266    |
| 1955  | 6 824     | 502                      | 144                | 585     | 8 055    |
| 1956  | 858       | 636                      | 180                | 580     | 2 254    |
| 1957  | 9 192     | 683                      | 122                | 517     | 8 055    |
| 1958  | 10 141    | 1 050                    | 200                | 677     | 12 068   |
| 1959  |           |                          |                    |         |          |
| 1960  |           |                          |                    |         |          |
| 1962  |           |                          |                    |         | 13 695   |
| 1963  |           |                          |                    |         | 15 325   |
| 1964  |           |                          |                    |         | (18 000) |
| 1965  | 14 755(*) |                          | (*)                |         | 15 527   |
| 1966  |           |                          |                    |         | 16 822   |
| 1967  | 15 240    |                          |                    |         |          |
| 1968  |           |                          |                    |         | 16 321   |
| 1970  | 21 576(*) |                          | (*)                |         | 22 737   |
| 1971  | 22 127(*) |                          | (*)                |         | 23 356   |
| 1972  |           |                          |                    |         | 19 457   |
| 1973  |           |                          |                    |         | 23 245   |
| 1974  | 17 319    | 5 389                    | 0                  | 1 490   | 24 198   |

## Épilogue
Berliet aura été l'un des constructeurs les plus marquants de l'histoire du poids lourd français, en étant à l'origine de nombreuses innovations : conception avancée de ses cabines Relaxe, révolutionnaire Stradair ou autobus PR100 et trolleybus ER100 à plancher bas.

## Emblème

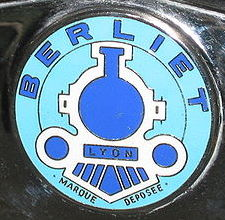
Les premiers emblèmes de Berliet adoptent encore la forme d'une locomotive chasse-buffle.

Le logo qui illustre l'entête de cet article est le dernier réalisé. Il représente une locomotive stylisée qui est issue du logo de 1905 représentant assez fidèlement une locomotive américaine vue de face. En 1905, la vente de la licence de trois voitures 22, 40 et 60 ch à American Locomotive Company (ALCO) donne les moyens à Marius Berliet de prendre son essor industriel. La locomotive chasse-buffle fabriquée par ALCO devient alors l’emblème de la marque. Le graphisme est schématisé progressivement, supprimant même le nom Berliet.

### Vidéos
- [vidéo] Direct Auto, « BERLIET : A LA DÉCOUVERTE DES CAMIONS STARS ! », sur YouTube, 4 avril 2019 (consulté le 8 août 2022)
- [vidéo] Berliet : une odyssée industrielle du XXe siècle, Canal-U (30 min) (lien)